# Dél-Korea a 2004. évi nyári olimpiai játékokon
Dél-Korea a görögországi Athénban megrendezett 2004. évi nyári olimpiai játékok egyik részt vevő nemzete volt. Az országot az olimpián 25 sportágban 264 sportoló képviselte, akik összesen 30 érmet szereztek.

## Érmesek
| Érem  | Versenyző | Sportág       | Versenyszám              |
| ----- | --- | ------------- | ------------------------ |
| Arany | Ju Szungmin | Asztalitenisz | Férfi egyes              |
| Arany | Csong Dzsihjon | Birkózás      | Férfi kötöttfogás, 60 kg |
| Arany | I Vonhi | Cselgáncs     | Férfi könnyűsúly         |
| Arany | Im Donghjon Csang Jongho Pak Kjongmo | Íjászat       | Férfi csapat             |
| Arany | Pak Szonghjon | Íjászat       | Női egyéni               |
| Arany | I Szongdzsin Pak Szonghjon Jun Midzsin | Íjászat       | Női csapat               |
| Arany | Mun Deszong | Taekwondo     | Férfi nehézsúly          |
| Arany | Csang Dzsivon | Taekwondo     | Női pehelysúly           |
| Arany | Ha Thekvon Kim Dongmun | Tollaslabda   | Férfi páros              |
| Ezüst | I Unszil Szog Unmi | Asztalitenisz | Női páros                |
| Ezüst | Mun Idzse | Birkózás      | Férfi szabadfogás, 84 kg |
| Ezüst | Csang Szongho | Cselgáncs     | Férfi félnehézsúly       |
| Ezüst | I Szongdzsin | Íjászat       | Női egyéni               |
| Ezüst | Nemzeti válogatott Csang Szohi Cshö Imdzsong Ho Jongszuk Ho Szunjong I Gongdzsu I Szangun Im Okjong Kim Cshajon Kim Hjonok Mjom Bokhi Mun Gjongha Mun Philhi O Jongran O Szongok U Szonhi | Kézilabda     | Női                      |
| Ezüst | Csin Dzsongo | Sportlövészet | Férfi szabadpisztoly     |
| Ezüst | I Bona | Sportlövészet | Női dupla trap           |
| Ezüst | I Bejong | Súlyemelés    | Férfi 69 kg              |
| Ezüst | Csang Miran | Súlyemelés    | Női +75 kg               |
| Ezüst | Szon Szungmo | Tollaslabda   | Férfi egyes              |
| Ezüst | I Dongszu Ju Jongszong | Tollaslabda   | Férfi páros              |
| Ezüst | Kim Deun | Torna         | Férfi egyéni összetett   |
| Bronz | Kim Gjonga | Asztalitenisz | Női egyes                |
| Bronz | Cshö Minho | Cselgáncs     | Férfi légsúly            |
| Bronz | Cso Szokhvan | Ökölvívás     | Pehelysúly               |
| Bronz | Kim Dzsongdzsu | Ökölvívás     | Váltósúly                |
| Bronz | I Bona | Sportlövészet | Női trap                 |
| Bronz | Szong Mjongszop | Taekwondo     | Férfi pehelysúly         |
| Bronz | Hvang Gjongszon | Taekwondo     | Női váltósúly            |
| Bronz | Na Kjongmin I Kjongvon | Tollaslabda   | Női páros                |
| Bronz | Jang Thejong | Torna         | Férfi egyéni összetett   |

## Asztalitenisz
Férfi
| Versenyző                | Versenyszám | 64-es főtábla     | 48-as főtábla     | 32-es főtábla                                                                    | Nyolcaddöntő                                                                   | Negyeddöntő                                                                             | Elődöntő                                             | Döntő                                                | Helyezés |
| Versenyző                | Versenyszám | Ellenfél Eredmény | Ellenfél Eredmény | Ellenfél Eredmény                                                                | Ellenfél Eredmény                                                              | Ellenfél Eredmény                                                                       | Ellenfél Eredmény                                    | Ellenfél Eredmény                                    | Helyezés |
| ------------------------ | ----------- | ----------------- | ----------------- | -------------------------------------------------------------------------------- | ------------------------------------------------------------------------------ | --------------------------------------------------------------------------------------- | ---------------------------------------------------- | ---------------------------------------------------- | -------- |
| O Szangun                | Egyes       |                   |                   | Weixing Chen (AUT) · 7-11, 11-6, 11-7, 11-8, 5-11, 9-11, 11-2                    | Chuan Chih-Yuan (TPE) · 10-12, 10-12, 11-6, 10-12, 11-9, 5-11                  | kiesett                                                                                 | kiesett                                              | kiesett                                              | 9.       |
| Csu Szehjok              | Egyes       |                   |                   | Song Liu (ARG) · 14-12, 11-9, 11-6, 11-8                                         | Vang Li-csin (CHN) · 7-11, 8-11, 11-9, 6-11, 6-11                              | kiesett                                                                                 | kiesett                                              | kiesett                                              | 9.       |
| Ju Szungmin              | Egyes       |                   |                   | Macusita Kódzsi (JPN) · 11-9, 11-6, 11-6, 11-2                                   | Chiang Peng-Lung (TPE) · 11-6, 11-6, 7-11, 8-11, 11-3, 6-11, 11-4              | Leung Chu Yan (HKG) · 6-11, 10-12, 11-6, 11-6, 11-9, 11-5                               | Jan-Ove Waldner (SWE) · 11-9, 9-11, 11-9, 11-5, 11-5 | Vang Hao (CHN) · 11-3, 9-11, 11-9, 11-9, 11-13, 11-9 |          |
| Csu Szehjok O Szangun    | Páros       |                   |                   | Németország (GER) · Lars Hielscher · Jörg Roßkopf · 11-5, 11-6, 11-6, 9-11, 11-9 | Hongkong (HKG) · Ko Lai Chak · Li Ching · 8-11, 9-11, 3-11, 11-5, 12-14        | kiesett                                                                                 | kiesett                                              | kiesett                                              | 9.       |
| I Csholszung Ju Szungmin | Páros       |                   |                   |                                                                                  | Németország (GER) · Timo Boll · Zoltan Fejer-Konnerth · 11-7, 11-9, 11-7, 11-9 | Oroszország (RUS) · Dmitrij Mazunov · Alekszej Szmirnov · 12-10, 7-11, 9-11, 4-11, 8-11 | kiesett                                              | kiesett                                              | 5.       |

Női
| Versenyző            | Versenyszám | 64-es főtábla                                                | 48-as főtábla     | 32-es főtábla                                                          | Nyolcaddöntő                                                                             | Negyeddöntő                                                                        | Elődöntő                                                           | Döntő                                                                                            | Helyezés |
| Versenyző            | Versenyszám | Ellenfél Eredmény                                            | Ellenfél Eredmény | Ellenfél Eredmény                                                      | Ellenfél Eredmény                                                                        | Ellenfél Eredmény                                                                  | Ellenfél Eredmény                                                  | Ellenfél Eredmény                                                                                | Helyezés |
| -------------------- | ----------- | ------------------------------------------------------------ | ----------------- | ---------------------------------------------------------------------- | ---------------------------------------------------------------------------------------- | ---------------------------------------------------------------------------------- | ------------------------------------------------------------------ | ------------------------------------------------------------------------------------------------ | -------- |
| I Unszil             | Egyes       |                                                              |                   | Zhang Xueling (SIN) · 5-11, 7-11, 9-11, 11-9, 6-11                     | kiesett                                                                                  | kiesett                                                                            | kiesett                                                            | kiesett                                                                                          | 17.      |
| Kim Gjonga           | Egyes       |                                                              |                   | Wenling Tan Monfardini (ITA) · 9-11, 11-7, 11-5, 11-3, 11-9            | Fukuhara Ai (JPN) · 11-8, 11-5, 7-11, 15-13, 11-6                                        | Tie Ya Na (HKG) · 11-6, 10-12, 11-9, 11-7, 11-7                                    | Csang Ji-ning (CHN) · 11-13, 8-11, 6-11, 11-5, 8-11                | Bronzmérkőzés · Li Jia Wei (SIN) · 9-11, 11-8, 11-7, 11-5, 11-8                                  |          |
| Jun Dzsihje          | Egyes       | Tawny Banh (USA) · 11-8, 9-11, 11-9, 14-16, 11-3, 8-11, 6-11 | kiesett           | kiesett                                                                | kiesett                                                                                  | kiesett                                                                            | kiesett                                                            | kiesett                                                                                          | 49.      |
| I Unszil Szog Unmi   | Páros       |                                                              |                   |                                                                        | Szingapúr (SIN) · Sharon Tan · Zhang Xueling · 14-12, 11-7, 11-7, 11-8                   | Észak-Korea (PRK) · Kim Hjangmi · Kim Hjonhi · 12-10, 4-11, 11-9, 11-8, 9-11, 11-7 | Dél-Korea (KOR) · Kim Bokre · Kim Gjonga · 6-11, 10-12, 7-11, 2-11 | Kína (CHN) · Vang Nan · Csang Ji-ning · 9-11, 7-11, 6-11, 6-11                                   |          |
| Kim Bokre Kim Gjonga | Páros       |                                                              |                   | Egyesült Államok (USA) · Tawny Banh · Gao Jun · 11-4, 11-3, 11-7, 11-9 | Szingapúr (SIN) · Jing Jun Hong · Li Jia Wei · 9-11, 11-5, 12-10, 8-11, 9-11, 11-8, 11-8 | Horvátország (CRO) · Boros Tamara · Cornelia Vaida · 11-4, 11-5, 11-3, 11-8        | Dél-Korea (KOR) · I Unszil · Szog Unmi · 6-11, 10-12, 7-11, 2-11   | Bronzmérkőzés · Kína (CHN) · Kuo Jüe · Niu Csien-feng · 7-11, 11-5, 4-11, 9-11, 11-7, 11-9, 9-11 | 4.       |

## Atlétika
Férfi
| Versenyző      | Versenyszám     | Előfutam | Előfutam | Előfutam | Negyeddöntő | Negyeddöntő | Negyeddöntő | Elődöntő | Elődöntő | Elődöntő | Döntő   | Döntő    |
| Versenyző      | Versenyszám     | Idő      | Hely.    | Össz.    | Idő         | Hely.       | Össz.       | Idő      | Hely.    | Össz.    | Idő     | Helyezés |
| -------------- | --------------- | -------- | -------- | -------- | ----------- | ----------- | ----------- | -------- | -------- | -------- | ------- | -------- |
| I Dzsehun      | 800 m           | 1:46,24  | 3.       | 19.*     |             |             |             | kiesett  | kiesett  | kiesett  | kiesett | kiesett  |
| Pak Thekjong   | 110 m gát       | 13,96    | 7.       | 44.      | kiesett     | kiesett     | kiesett     | kiesett  | kiesett  | kiesett  | kiesett | kiesett  |
| I Bongdzsu     | Maraton         |          |          |          |             |             |             |          |          |          | 2:15:33 | 14.      |
| I Mjongszung   | Maraton         |          |          |          |             |             |             |          |          |          | 2:21:01 | 41.      |
| Csi Jongdzsun  | Maraton         |          |          |          |             |             |             |          |          |          | 2:16:14 | 17.      |
| Pak Cshilszong | 20 km gyaloglás |          |          |          |             |             |             |          |          |          | 1:32:41 | 41.      |
| I Dero         | 20 km gyaloglás |          |          |          |             |             |             |          |          |          | 1:28:59 | 33.      |
| Szin Iljong    | 20 km gyaloglás |          |          |          |             |             |             |          |          |          | 1:28:02 | 29.      |
| Kim Dongjong   | 50 km gyaloglás |          |          |          |             |             |             |          |          |          | 4:05:16 | 27.      |

| Versenyző      | Versenyszám   | Selejtező | Selejtező | Döntő    | Döntő    |
| Versenyző      | Versenyszám   | Eredmény  | Helyezés  | Eredmény | Helyezés |
| -------------- | ------------- | --------- | --------- | -------- | -------- |
| Kim Juszok     | Rúdugrás      | 530 cm    | 33.*      | kiesett  | kiesett  |
| Pak Hjongdzsin | Hármasugrás   | 15,84 m   | 39.       | kiesett  | kiesett  |
| Pak Csemjong   | Gerelyhajítás | 72,70 m   | 29.       | kiesett  | kiesett  |

Női
| Versenyző    | Versenyszám     | Eredmény | Helyezés |
| ------------ | --------------- | -------- | -------- |
| I Undzsong   | Maraton         | 2:37,23  | 19.      |
| Cshö Kjonghi | Maraton         | 2:44,05  | 35.      |
| Csong Junhi  | Maraton         | 2:38,57  | 23.      |
| Kim Midzsong | 20 km gyaloglás | kizárták | kizárták |

| Versenyző       | Versenyszám   | Selejtező | Selejtező | Döntő    | Döntő    |
| Versenyző       | Versenyszám   | Eredmény  | Helyezés  | Eredmény | Helyezés |
| --------------- | ------------- | --------- | --------- | -------- | -------- |
| I Mijong        | Súlylökés     | 16,35 m   | 28.       | kiesett  | kiesett  |
| Csang Dzsongjon | Gerelyhajítás | 53,93 m   | 36.       | kiesett  | kiesett  |

* - egy másik versenyzővel azonos időt/eredményt ért el

## Birkózás

### Férfi
Kötöttfogású
| Versenyző      | Versenyszám | Csoportkör                                                                  | Csoportkör | Negyeddöntő                    | Elődöntő                   | Bronz- mérkőzés                         | Döntő                      | Helyezés |
| Versenyző      | Versenyszám | Ellenfél Eredmény                                                           | Hely.      | Ellenfél Eredmény              | Ellenfél Eredmény          | Ellenfél Eredmény                       | Ellenfél Eredmény          | Helyezés |
| -------------- | ----------- | --------------------------------------------------------------------------- | ---------- | ------------------------------ | -------------------------- | --------------------------------------- | -------------------------- | -------- |
| Im Devon       | 55 kg       | E csoport · Marian Sandu (ROU) · 6-3 · Nurbakit Tengizbajev (KAZ) · 4-4 PP  | 1.         | Gajdar Mamedalijev (RUS) · 0-3 | kiesett                    | kiesett                                 | kiesett                    | 7.       |
| Csong Dzsihjon | 60 kg       | A csoport · Vitaliy Rəhimov (AZE) · 3-0 · Włodzimierz Zawadzki (POL) · 10-2 | 1.         | Eusebiu Diaconu (ROU) · 6-0    | Armen Nazarjan (BUL) · 3-1 |                                         | Roberto Monzón (CUB) · 3-0 |          |
| Kim Inszop     | 66 kg       | B csoport · Nikolaj Gergov (BUL) · 3-0 · Füredy Levente (HUN) · 6-1         | 1.         | Jimmy Samuelsson (SWE) · 3-1   |                            | 5. helyért · Parviz Zejdvand (IRI) · DQ |                            | kizárták |
| Cshö Dokhun    | 74 kg       | B csoport · Filiberto Azcuy (CUB) · 2-6 · Radosław Truszkowski (POL) · 6-1  | 2.         | kiesett                        | kiesett                    | kiesett                                 | kiesett                    | 10.      |

Szabadfogású
| Versenyző    | Versenyszám | Csoportkör                                                                                       | Csoportkör | Negyeddöntő                 | Elődöntő                       | Bronz- mérkőzés                      | Döntő                      | Helyezés |
| Versenyző    | Versenyszám | Ellenfél Eredmény                                                                                | Hely.      | Ellenfél Eredmény           | Ellenfél Eredmény              | Ellenfél Eredmény                    | Ellenfél Eredmény          | Helyezés |
| ------------ | ----------- | ------------------------------------------------------------------------------------------------ | ---------- | --------------------------- | ------------------------------ | ------------------------------------ | -------------------------- | -------- |
| Kim Hjoszop  | 55 kg       | A csoport · Bajarágín Naranbátar (MGL) · 4-3 · Bábak Nurzád (IRI) · 4-6                          | 1.         | Tanabe Csikara (JPN) · 0-10 |                                | 5. helyért · Li Cseng-jü (CHN) · 4-6 |                            | 6.       |
| Csong Jongho | 60 kg       | F csoport · Inoue Kendzsi (JPN) · 2-7 · Damir Zakhartdinov (UZB) · TUS · Lubos Cikel (AUT) · 4-3 | 2.         | kiesett                     | kiesett                        | kiesett                              | kiesett                    | 7.       |
| Pek Csinguk  | 66 kg       | A csoport · Ikemacu Kazuhiko (JPN) · 3-4 · Fred Jessey (NGR) · 3-1                               | 2.         | kiesett                     | kiesett                        | kiesett                              | kiesett                    | 14.      |
| Mun Idzse    | 84 kg       | F csoport · Miroszlav Gocsev (BUL) · 9-5 · Mogamed Ibragimov (MKD) · 4-0                         | 1.         | Tarasz Danyko (UKR) · 3-1   | Szazsid Szazsidov (RUS) · 10-2 |                                      | Cael Sanderson (USA) · 1-3 |          |

### Női
Szabadfogású
| Versenyző | Versenyszám | Csoportkör                                                        | Csoportkör | Elődöntő                                 | Bronz- mérkőzés   | Döntő             | Helyezés |
| Versenyző | Versenyszám | Ellenfél Eredmény                                                 | Hely.      | Ellenfél Eredmény                        | Ellenfél Eredmény | Ellenfél Eredmény | Helyezés |
| --------- | ----------- | ----------------------------------------------------------------- | ---------- | ---------------------------------------- | ----------------- | ----------------- | -------- |
| I Nare    | 55 kg       | D csoport · Anna Gomis (FRA) · 2-5 · Szofía Pumburídu (GRE) · TUS | 2.         | 5–8. helyért · Szun Tung-mej (CHN) · 3-4 | kiesett           |                   | 7.       |

PP - döntő fölény

DQ - nem jelentek meg a helyosztón

## Cselgáncs
Férfi
| Versenyző     | Versenyszám  | Selejtező                      | 32-es főtábla                             | Nyolcaddöntő                        | Negyeddöntő                             | Elődöntő                         | Vigaszág első kör                     | Vigaszág negyeddöntő                   | Vigaszág elődöntő                   | Bronz- mérkőzés                           | Döntő                             | Helyezés    |
| Versenyző     | Versenyszám  | Ellenfél Eredmény              | Ellenfél Eredmény                         | Ellenfél Eredmény                   | Ellenfél Eredmény                       | Ellenfél Eredmény                | Ellenfél Eredmény                     | Ellenfél Eredmény                      | Ellenfél Eredmény                   | Ellenfél Eredmény                         | Ellenfél Eredmény                 | Helyezés    |
| ------------- | ------------ | ------------------------------ | ----------------------------------------- | ----------------------------------- | --------------------------------------- | -------------------------------- | ------------------------------------- | -------------------------------------- | ----------------------------------- | ----------------------------------------- | --------------------------------- | ----------- |
| Cshö Minho    | Légsúly      |                                | Ludwig Paischer (AUT) · 1100-0001         | Benjamin Darbelet (FRA) · 0113-0101 | Hasbátarín Cagánbátar (MGL) · 0000-1000 |                                  |                                       | Ákram Sah (IND) · 1000-0000            | Oliver Gussenberg (GER) · 1110-0000 | Maszud Hádzsi Áhóndzáde (IRI) · 1002-0000 |                                   |             |
| Pang Güman    | Harmatsúly   |                                | Henrique Guimarães (BRA) · 0000-1001      | kiesett                             | kiesett                                 | kiesett                          |                                       |                                        |                                     |                                           |                                   | helyezetlen |
| I Vonhi       | Könnyűsúly   |                                | Anatol Larukov (BLR) · 0021-0011          | Jimmy Pedro (USA) · 1100-0010       | Hennagyij Bilogyid (UKR) · 1000-0000    | Victor Bivol (MDA) · 1000-0100   |                                       |                                        |                                     |                                           | Vitalij Makarov (RUS) · 1021-0001 |             |
| Kvon Jongu    | Váltósúly    |                                | Cédric Claverie (FRA) · 0111-0001         | Gabriel Arteaga (CUB) · 0010-0001   | Ilíasz Iliádisz (GRE) · 0000-0001       |                                  |                                       | Morgan Davies (AUS) · 1001-0000        | Flávio Canto (BRA) · 0000-1000      | kiesett                                   |                                   | 7.          |
| Hvang Hithe   | Középsúly    |                                | Przemysław Matyjaszek (POL) · 1000-0000   | Mark Huizinga (NED) · 0001-0000     | Keith Morgan (CAN) · 0200-0000          | Izumi Hirosi (JPN) · 0001-0101   |                                       |                                        |                                     | Haszanbi Taov (RUS) · 0000-1010           |                                   | 5.          |
| Csang Szongho | Félnehézsúly |                                | Franck Martial Moussima (CMR) · 1000-0000 | Rhadi Ferguson (USA) · 0011-0010    | Arik Zeevi (ISR) · 1002-0110            | Michael Jurack (GER) · 1001-0000 |                                       |                                        |                                     |                                           | Ihar Makarav (BLR) · 0020-0101    |             |
| Kim Szongbom  | Nehézsúly    | Aytami Ruano (ESP) · 0010-0001 | Paolo Bianchessi (ITA) · 0000-0200        |                                     |                                         |                                  | Vitalij Poljanszkij (UKR) · 1000-0000 | Dennis van der Geest (NED) · 0001-1000 | kiesett                             | kiesett                                   |                                   | helyezetlen |

Női
| Versenyző    | Versenyszám  | Selejtező                                 | Nyolcaddöntő                         | Negyeddöntő                      | Elődöntő          | Vigaszág első kör                  | Vigaszág negyeddöntő               | Vigaszág elődöntő                   | Bronz- mérkőzés   | Döntő             | Helyezés    |
| Versenyző    | Versenyszám  | Ellenfél Eredmény                         | Ellenfél Eredmény                    | Ellenfél Eredmény                | Ellenfél Eredmény | Ellenfél Eredmény                  | Ellenfél Eredmény                  | Ellenfél Eredmény                   | Ellenfél Eredmény | Ellenfél Eredmény | Helyezés    |
| ------------ | ------------ | ----------------------------------------- | ------------------------------------ | -------------------------------- | ----------------- | ---------------------------------- | ---------------------------------- | ----------------------------------- | ----------------- | ----------------- | ----------- |
| Je Gurim     | Légsúly      |                                           | Nese Şenşoy Yildiz (TUR) · 0010-0001 | Julia Matijass (GER) · 0000-1000 |                   |                                    | Carolyne Lepage (CAN) · 0011-0000  | Kao Feng (CHN) · 0001-0002          | kiesett           |                   | 7.          |
| I Unhi       | Harmatsúly   |                                           | Amarilis Savón (CUB) · 0000-1010     |                                  |                   | Sanna Askelöf (SWE) · 0000-1001    | kiesett                            | kiesett                             | kiesett           |                   | helyezetlen |
| I Bokhi      | Váltósúly    |                                           | Daniela Krukower (ARG) · 0000-0001   |                                  |                   |                                    | Lucie Décosse (FRA) · 0100-0111    | kiesett                             | kiesett           |                   | helyezetlen |
| Kim Midzsong | Középsúly    | Catherine Jacques (BEL) · 0010-0011       | kiesett                              | kiesett                          | kiesett           |                                    |                                    |                                     |                   |                   | helyezetlen |
| I Szojon     | Félnehézsúly | Anasztaszija Matroszova (UKR) · 0000-1000 |                                      |                                  |                   | Varvára Akritídu (GRE) · 1000-0000 | Rachel Wilding (GBR) · 0001-0000   | Yurisel Laborde (CUB) · 0022-0030   | kiesett           |                   | 7.          |
| Cshö Szugi   | Nehézsúly    |                                           | Tea Donguzasvili (RUS) · 0001-1100   |                                  |                   | Szamáh Ramadán (EGY) · 1000-0000   | Barbara Andolina (ITA) · 0020-0001 | Marina Prokofjeva (UKR) · 0000-1000 | kiesett           |                   | 7.          |

## Evezés
Férfi
| Versenyző    | Versenyszám  | Előfutam | Előfutam | Vigaszág | Vigaszág | Elődöntő | Elődöntő | Elődöntő | Döntő | Döntő   | Döntő | Helyezés |
| Versenyző    | Versenyszám  | Idő      | Hely.    | Idő      | Hely.    | Típus    | Idő      | Hely.    | Típus | Idő     | Hely. | Helyezés |
| ------------ | ------------ | -------- | -------- | -------- | -------- | -------- | -------- | -------- | ----- | ------- | ----- | -------- |
| Ham Dzsonguk | Egypárevezős | 7:50,39  | 5.       | 7:11,38  | 3.       | D/E      | 7:33,70  | 3.       | D     | 7:10,44 | 4.    | 22.      |

Női
| Versenyző | Versenyszám  | Előfutam | Előfutam | Vigaszág | Vigaszág | Elődöntő | Elődöntő | Elődöntő | Döntő | Döntő   | Döntő | Helyezés |
| Versenyző | Versenyszám  | Idő      | Hely.    | Idő      | Hely.    | Típus    | Idő      | Hely.    | Típus | Idő     | Hely. | Helyezés |
| --------- | ------------ | -------- | -------- | -------- | -------- | -------- | -------- | -------- | ----- | ------- | ----- | -------- |
| I Junhi   | Egypárevezős | 8:04,48  | 5.       | 7:59,53  | 5.       | C/D      | 8:03,01  | 4.       | D     | 7:53,33 | 2.    | 20.      |

## Gyeplabda

### Férfi
| #               | Név              |         |         |         |         |         |         |         |
| Kapusok         | Kapusok          | Kapusok | Kapusok | Kapusok | Kapusok | Kapusok | Kapusok | Kapusok |
| --------------- | ---------------- | ------- | ------- | ------- | ------- | ------- | ------- | ------- |
| 1               | Ko Dongszik      |         |         |         |         |         |         |         |
| 16              | Kim Dzsongmin    |         |         |         |         |         |         |         |
| Mezőnyjátékosok |                  |         |         |         |         |         |         |         |
| 2               | Csi Szonghvan    |         |         |         |         |         |         |         |
| 5               | Kim Jongbe (CSK) |         |         |         |         |         |         |         |
| 6               | Kang Szongdzsong |         |         |         |         |         |         |         |
| 7               | Jo Ungon         |         |         |         |         |         |         |         |
| 8               | Kim Dzsongcshol  |         |         |         |         |         |         |         |
| 9               | Szong Szongthe   |         |         |         |         |         |         |         |
| 10              | Im Dzsongu       |         |         |         |         |         |         |         |
| 11              | I Dzsongszon     |         |         |         |         |         |         |         |
| 15              | Han Hjongbe      |         |         |         |         |         |         |         |
| 19              | Ju Hjoszik       |         |         |         |         |         |         |         |
| 22              | Cson Dzsongha    |         |         |         |         |         |         |         |
| 23              | Kim Gjongszok    |         |         |         |         |         |         |         |
| 25              | Csang Dzsonghjon |         |         |         |         |         |         |         |
| 32              | Szo Dzsongho     |         |         |         |         |         |         |         |
| Tartalékok      |                  |         |         |         |         |         |         |         |
| Vezetőedző      |                  |         |         |         |         |         |         |         |
|                 | Kim Jonggju      |         |         |         |         |         |         |         |

#### Eredmények
Csoportkör
A csoport
| Csapat               | M | Gy | D | V | G+ | G– | Gk  | P  |
| -------------------- | - | -- | - | - | -- | -- | --- | -- |
| Spanyolország (ESP)  | 5 | 3  | 2 | 0 | 14 | 3  | +11 | 11 |
| Németország (GER)    | 5 | 3  | 2 | 0 | 15 | 6  | +9  | 11 |
| Pakisztán (PAK)      | 5 | 3  | 0 | 2 | 19 | 8  | +11 | 9  |
| Dél-Korea (KOR)      | 5 | 2  | 2 | 1 | 17 | 8  | +9  | 8  |
| Nagy-Britannia (GBR) | 5 | 1  | 0 | 4 | 9  | 21 | –12 | 3  |
| Egyiptom (EGY)       | 5 | 0  | 0 | 5 | 2  | 30 | –28 | 0  |

| 2004. augusztus 15. 18:00 | Dél-Korea (KOR)   | 1–1        | Spanyolország (ESP) | Játékvezetők: Sumesh Putra (CAN), Peter Elders (NED) |
| 2004. augusztus 15. 18:00 | Ju Hjoszik 16'    | (1–0)      | Freixa 43'          | Játékvezetők: Sumesh Putra (CAN), Peter Elders (NED) |
| 2004. augusztus 15. 18:00 | Csi Szonghvan 19' | Büntetések |                     | Játékvezetők: Sumesh Putra (CAN), Peter Elders (NED) |

| 2004. augusztus 17. 8:30 | Dél-Korea (KOR)                      | 3–2        | Nagy-Britannia (GBR) | Játékvezetők: Pedro Teixeira (POR), John Wright (RSA) |
| 2004. augusztus 17. 8:30 | I Dzsongszon 15', 68' · Jo Ungon 47' | (1–0)      | Hall 45' · Stott 52' | Játékvezetők: Pedro Teixeira (POR), John Wright (RSA) |
| 2004. augusztus 17. 8:30 | Kim Gjongszok 20' Ko Dongszik 69'    | Büntetések |                      | Játékvezetők: Pedro Teixeira (POR), John Wright (RSA) |

| 2004. augusztus 19. 10:30 | Pakisztán (PAK)                   | 3–0        | Dél-Korea (KOR) | Játékvezetők: Ray O’Connor (IRL), Amarjit Singh (MAS) |
| 2004. augusztus 19. 10:30 | Butt 43' · Abbasi 56' · Abbas 66' | (0–0)      |                 | Játékvezetők: Ray O’Connor (IRL), Amarjit Singh (MAS) |
| 2004. augusztus 19. 10:30 |                                   | Büntetések | Jo Ungon 65'    | Játékvezetők: Ray O’Connor (IRL), Amarjit Singh (MAS) |

| 2004. augusztus 21. 8:30 | Egyiptom (EGY) | 0–11       | Dél-Korea (KOR) | Játékvezetők: Padro Teixeira (POR), Christian Blasch (GER) |
| 2004. augusztus 21. 8:30 |                | (0–3)      | I Dzsongszon 16', 25', 37', 59', 68' · Cson Dzsongha 29' · Szo Dzsongho 57' · Szong Szongthe 62', 65', 65' · Ju Hjoszik 66' | Játékvezetők: Padro Teixeira (POR), Christian Blasch (GER) |
| 2004. augusztus 21. 8:30 | Y. Mohamed 18' | Büntetések | Csi Szonghvan 27' | Játékvezetők: Padro Teixeira (POR), Christian Blasch (GER) |

| 2004. augusztus 23. 18:30 | Dél-Korea (KOR)                                                  | 2–2        | Németország (GER)                | Játékvezetők: Henrik Ehlers (DEN), John Wright (RSA) |
| 2004. augusztus 23. 18:30 | I Dzsongszon 8', 54'                                             | (1–1)      | Zeller 35' · Emmerling 66'       | Játékvezetők: Henrik Ehlers (DEN), John Wright (RSA) |
| 2004. augusztus 23. 18:30 | Jo Ungon 15' Cson Dzsongha 16' Szong Szongthe 25' Kim Jongbe 69' | Büntetések | Weissenborn 21' 59' Bechmann 46' | Játékvezetők: Henrik Ehlers (DEN), John Wright (RSA) |

Az 5–8. helyért
| 2004. augusztus 25. 18:00 | Új-Zéland (NZL)                     | 4–3        | Dél-Korea (KOR)                                     | Játékvezetők: Peter Elders (NED), Xavier Adell (ESP) |
| 2004. augusztus 25. 18:00 | Burrows 22', 62', 69' · McIndoe 28' | (2–1)      | Jo Ungon 14' · I Dzsongszon 39' · Cson Dzsongha 57' | Játékvezetők: Peter Elders (NED), Xavier Adell (ESP) |
| 2004. augusztus 25. 18:00 | Patel 47'                           | Büntetések | Jo Ungon 44'                                        | Játékvezetők: Peter Elders (NED), Xavier Adell (ESP) |

A 7. helyért
| 2004. augusztus 27. 8:30 | Dél-Korea (KOR)                          | 2–5        | India (IND)                                                          | Játékvezetők: Jason McCracken (NZL), Peter Elders (NED) |
| 2004. augusztus 27. 8:30 | Csi Szonghvan 57' · Kang Szongdzsong 58' | (0–4)      | Adzsit Szingh 4', 11' · V. Pillai 15' · P. Szingh 32' · Szinkler 68' | Játékvezetők: Jason McCracken (NZL), Peter Elders (NED) |
| 2004. augusztus 27. 8:30 |                                          | Büntetések | V. Pillai 27'                                                        | Játékvezetők: Jason McCracken (NZL), Peter Elders (NED) |

| Csapat          | Helyezés |
| --------------- | -------- |
| Dél-Korea (KOR) | 8.       |

### Női
| #               | Név               |         |         |         |         |         |         |         |
| Kapusok         | Kapusok           | Kapusok | Kapusok | Kapusok | Kapusok | Kapusok | Kapusok | Kapusok |
| --------------- | ----------------- | ------- | ------- | ------- | ------- | ------- | ------- | ------- |
| 1               | Pak Jongszuk      |         |         |         |         |         |         |         |
| 16              | Im Dzsongu        |         |         |         |         |         |         |         |
| Mezőnyjátékosok |                   |         |         |         |         |         |         |         |
| 2               | Kim Junmi         |         |         |         |         |         |         |         |
| 3               | I Dzsinhi         |         |         |         |         |         |         |         |
| 4               | Ju Hidzsu         |         |         |         |         |         |         |         |
| 6               | Kim Dzsonga       |         |         |         |         |         |         |         |
| 7               | I Szonok          |         |         |         |         |         |         |         |
| 8               | I Miszong         |         |         |         |         |         |         |         |
| 9               | Pag Ungjong (CSK) |         |         |         |         |         |         |         |
| 10              | O Goun            |         |         |         |         |         |         |         |
| 11              | Kim Szongun (CSK) |         |         |         |         |         |         |         |
| 12              | Ko Kvangmin       |         |         |         |         |         |         |         |
| 13              | Pak Mihjon        |         |         |         |         |         |         |         |
| 15              | Kim Dzsingjong    |         |         |         |         |         |         |         |
| 17              | Kim Miszon        |         |         |         |         |         |         |         |
| 18              | Pak Csongszuk     |         |         |         |         |         |         |         |
| Tartalékok      |                   |         |         |         |         |         |         |         |
| Vezetőedző      |                   |         |         |         |         |         |         |         |
|                 | Kim Szangljul     |         |         |         |         |         |         |         |

#### Eredmények
Csoportkör
B csoport
| Csapat                        | M | Gy | D | V | G+ | G– | Gk | P  |
| ----------------------------- | - | -- | - | - | -- | -- | -- | -- |
| Hollandia (NED)               | 4 | 4  | 0 | 0 | 14 | 5  | +9 | 12 |
| Németország (GER)             | 4 | 2  | 0 | 2 | 6  | 10 | –4 | 6  |
| Dél-Korea (KOR)               | 4 | 1  | 1 | 2 | 9  | 8  | +1 | 4  |
| Ausztrália (AUS)              | 4 | 1  | 1 | 2 | 6  | 5  | +1 | 4  |
| Dél-afrikai Köztársaság (RSA) | 4 | 1  | 0 | 3 | 5  | 12 | –7 | 3  |

| 2004. augusztus 16. 20:00 | Dél-Korea (KOR)                        | 2–3        | Hollandia (NED)                    | Játékvezetők: Carolina de la Fuente (ARG), Julie Ashton-Lucy (AUS) |
| 2004. augusztus 16. 20:00 | Kim Dzsingjong 19' · Pak Csongszuk 57' | (1–2)      | van der Vaart 26', 35' · Booij 40' | Játékvezetők: Carolina de la Fuente (ARG), Julie Ashton-Lucy (AUS) |
| 2004. augusztus 16. 20:00 | Kim Junmi 51'                          | Büntetések | Smabers 56' Booij 62'              | Játékvezetők: Carolina de la Fuente (ARG), Julie Ashton-Lucy (AUS) |

| 2004. augusztus 18. 18:00 | Dél-afrikai Köztársaság (RSA) | 0–3        | Dél-Korea (KOR)                                | Játékvezetők: Jean Ducncan (GBR), Renee Cohen (NED) |
| 2004. augusztus 18. 18:00 |                               | (0–2)      | Ko Kvangmin 17' · I Szonok 35' · Kim Junmi 46' | Játékvezetők: Jean Ducncan (GBR), Renee Cohen (NED) |
| 2004. augusztus 18. 18:00 | Bee 32' Wehmeyer 49'          | Büntetések | Kim Dzsonga 51' Kim Dzsingjong 59'             | Játékvezetők: Jean Ducncan (GBR), Renee Cohen (NED) |

| 2004. augusztus 20. 8:30 | Dél-Korea (KOR)                  | 2–2   | Ausztrália (AUS)       | Játékvezetők: Soledad Iparraguirre (ARG), Marelize de Clerk (RSA) |
| 2004. augusztus 20. 8:30 | Pak Mihjon 31' · Kim Szongun 46' | (1–1) | Dobson 6' · Powell 43' | Játékvezetők: Soledad Iparraguirre (ARG), Marelize de Clerk (RSA) |

| 2004. augusztus 22. 8:30 | Németország (GER)                   | 3–2        | Dél-Korea (KOR)                  | Játékvezetők: Carolina de la Fuente (ARG), Soledad Iparraguirre (ARG) |
| 2004. augusztus 22. 8:30 | Kühn 11' · Gude 30' · Casaretto 59' | (2–1)      | Pak Mihjon 32' · Kim Szongun 70' | Játékvezetők: Carolina de la Fuente (ARG), Soledad Iparraguirre (ARG) |
| 2004. augusztus 22. 8:30 | Haase 19'                           | Büntetések | Ju Hidzsu 49'                    | Játékvezetők: Carolina de la Fuente (ARG), Soledad Iparraguirre (ARG) |

Az 5–8. helyért
| 2004. augusztus 24. 8:30 | Dél-Korea (KOR)                | 2–3 (h. u.) | Új-Zéland (NZL)                                              | Játékvezetők: Ute Conen (GER), Jean Duncan (GBR) |
| 2004. augusztus 24. 8:30 | Kim Junmi 44' · Pak Mihjon 46' | (0–2, 2–2)  | Roberts-Lang 4' · Pearce-Muirhead 8' · Walton 80' (aranygól) | Játékvezetők: Ute Conen (GER), Jean Duncan (GBR) |

A 7. helyért
| 2004. augusztus 26. 8:30 | Dél-Korea (KOR)                      | 3–1        | Japán (JPN) | Játékvezetők: Carolina de la Fuente (ARG), Julie Ashton-Lucy (AUS) |
| 2004. augusztus 26. 8:30 | O Goun 12', 18' · Kim Dzsingjong 19' | (3–1)      | Miura 35+'  | Játékvezetők: Carolina de la Fuente (ARG), Julie Ashton-Lucy (AUS) |
| 2004. augusztus 26. 8:30 | I Miszong 41'                        | Büntetések |             | Játékvezetők: Carolina de la Fuente (ARG), Julie Ashton-Lucy (AUS) |

| Csapat          | Helyezés |
| --------------- | -------- |
| Dél-Korea (KOR) | 7.       |

## Íjászat
Férfi
| Versenyző                            | Versenyszám | Selejtező | Selejtező | 64-es főtábla                            | 32-es főtábla                                                   | Nyolcaddöntő                            | Negyeddöntő                                                                           | Elődöntő                                                                           | Döntő                                                                          | Helyezés |
| Versenyző                            | Versenyszám | Pont      | Kiemelt   | Ellenfél Eredmény                        | Ellenfél Eredmény                                               | Ellenfél Eredmény                       | Ellenfél Eredmény                                                                     | Ellenfél Eredmény                                                                  | Ellenfél Eredmény                                                              | Helyezés |
| ------------------------------------ | ----------- | --------- | --------- | ---------------------------------------- | --------------------------------------------------------------- | --------------------------------------- | ------------------------------------------------------------------------------------- | ---------------------------------------------------------------------------------- | ------------------------------------------------------------------------------ | -------- |
| Im Donghjon                          | Egyéni      | 687       | 1.        | Yehya Bundhun (MRI) (64.) · 152-109      | Aléxandrosz Karajeorjíu (GRE) (33.) · 171-159                   | Szatjadev Praszad (IND) (48.) · 167-165 | Jamamoto Hirosi (JPN) (9.) · 110-111                                                  | kiesett                                                                            | kiesett                                                                        | 6.       |
| Pak Kjongmo                          | Egyéni      | 672       | 4.        | Rob Elder (FIJ) (61.) · 154-138          | Sztanyiszlav Zabrodszkij (KAZ) (29.) · 164 (+10/10)-164 (+10/9) | Anton Prilepov (BLR) (45.) · 173-166    | Tim Cuddihy (AUS) (12.) · 111-112                                                     | kiesett                                                                            | kiesett                                                                        | 5.       |
| Csang Jongho                         | Egyéni      | 671       | 5.        | Apósztolosz Nánosz (GRE) (60.) · 162-131 | Furukava Takaharu (JPN) (37.) · 166-163                         | Tim Cuddihy (AUS) (12.) · 165-166       | kiesett                                                                               | kiesett                                                                            | kiesett                                                                        | 11.      |
| Im Donghjon Csang Jongho Pak Kjongmo | Csapat      | 2030      | 1.        |                                          |                                                                 |                                         | Hollandia (NED) · Wietse van Alten · Pieter Custers · Ron van der Hoff (9.) · 250-249 | Ukrajna (UKR) · Dmitro Hracsov · Viktor Ruban · Olekszandr Szergyuk (4.) · 242-239 | Tajvan (TPE) · Chen Szu-Yuan · Liu Ming-Huang · Wang Cheng-Pang (2.) · 251-245 |          |

Női
| Versenyző                              | Versenyszám | Selejtező | Selejtező | 64-es főtábla                          | 32-es főtábla                          | Nyolcaddöntő                                  | Negyeddöntő                                                                              | Elődöntő                                                                                 | Döntő                                                               | Helyezés |
| Versenyző                              | Versenyszám | Pont      | Kiemelt   | Ellenfél Eredmény                      | Ellenfél Eredmény                      | Ellenfél Eredmény                             | Ellenfél Eredmény                                                                        | Ellenfél Eredmény                                                                        | Ellenfél Eredmény                                                   | Helyezés |
| -------------------------------------- | ----------- | --------- | --------- | -------------------------------------- | -------------------------------------- | --------------------------------------------- | ---------------------------------------------------------------------------------------- | ---------------------------------------------------------------------------------------- | ------------------------------------------------------------------- | -------- |
| Jun Midzsin                            | Egyéni      | 673       | 3.        | Hanna Karaszjova (BLR) (62.) · 162-155 | Macusita Szajami (JPN) (35.) · 173-149 | Jennifer Nichols (USA) (19.) · 168-162        | Yuan Shu-Chi (TPE) (6.) · 105-107                                                        | kiesett                                                                                  | kiesett                                                             | 5.       |
| Pak Szonghjon                          | Egyéni      | 682       | 1.        | May Mansour (EGY) (64.) · 154-102      | Natalja Bolotova (RUS) (33.) · 165-148 | Naomi Folkard (GBR) (17.) · 171-159           | Evangelía Pszára (GRE) (8.) · 111-101                                                    | Alison Williamson (GBR) (21.) · 110-100                                                  | I Szongdzsin (KOR) (2.) · 110-108                                   |          |
| I Szongdzsin                           | Egyéni      | 675       | 2.        | Lamia Bahnasawy (EGY) (63.) · 164-127  | Elpída Romandzí (GRE) (34.) · 166-146  | Margarita Galinovszkaja (RUS) (15.) · 165-154 | Wu Hui-Ju (TPE) (10.) · 104-103                                                          | Yuan Shu-Chi (TPE) (6.) · 104-98                                                         | Pak Szonghjon (KOR) (1.) · 108-110                                  |          |
| I Szongdzsin Pak Szonghjon Jun Midzsin | Csapat      | 2030      | 1.        |                                        |                                        |                                               | Görögország (GRE) · Evangelía Pszára · Elpída Romandzí · Foteiní Vavátszi (8.) · 244-232 | Franciaország (FRA) · Alexandra Fouace · Bérengère Schuh · Aurore Trayan (13.) · 249-234 | Kína (CHN) · Ho Jing · Csang Csüan-csüan · Lin Szang (2.) · 241-240 |          |

## Kerékpározás

### Országúti kerékpározás
Női
| Versenyző   | Versenyszám   | Idő              | Helyezés |
| ----------- | ------------- | ---------------- | -------- |
| Han Szonghi | Mezőnyverseny | 3:40:43 (+16:19) | 51.      |

### Pálya-kerékpározás
Sprintversenyek
| Versenyző    | Versenyszám         | Selejtező | Selejtező | 1. forduló                  | Vigaszág                                          | Vigaszág | 2. forduló           | Vigaszág               | Vigaszág | 9–12. helyért          | 9–12. helyért | Negyeddöntő          | 5–8. helyért           | 5–8. helyért | Elődöntő             | Döntő                | Helyezés    |
| Versenyző    | Versenyszám         | Idő       | Hely.     | Ellenfél Győztes idő        | Ellenfelek Győztes idő                            | Hely.    | Ellenfél Győztes idő | Ellenfelek Győztes idő | Hely.    | Ellenfelek Győztes idő | Hely.         | Ellenfél Győztes idő | Ellenfelek Győztes idő | Hely.        | Ellenfél Győztes idő | Ellenfél Győztes idő | Helyezés    |
| ------------ | ------------------- | --------- | --------- | --------------------------- | ------------------------------------------------- | -------- | -------------------- | ---------------------- | -------- | ---------------------- | ------------- | -------------------- | ---------------------- | ------------ | -------------------- | -------------------- | ----------- |
| Kim Cshibom  | Férfi egyéni sprint | 10,673    | 15.       | Laurent Gané (FRA) · 11,166 | Theo Bos (NED) · Alois Kaňkovský (CZE) · 10,740   | 2.       | kiesett              | kiesett                | kiesett  | kiesett                | kiesett       | kiesett              | kiesett                | kiesett      | kiesett              | kiesett              | helyezetlen |
| Jang Hicshon | Férfi egyéni sprint | 10,955    | 17.       | René Wolff (GER) · 11,104   | Josiah Ng (MAS) · Jaroslav Jeřábek (SVK) · 11,006 | 2.       | kiesett              | kiesett                | kiesett  | kiesett                | kiesett       | kiesett              | kiesett                | kiesett      | kiesett              | kiesett              | helyezetlen |

Keirin
| Versenyző    | Versenyszám  | 1. forduló | Vigaszág | 2. forduló | Döntő    | Helyezés    |
| Versenyző    | Versenyszám  | Helyezés   | Helyezés | Helyezés   | Helyezés | Helyezés    |
| ------------ | ------------ | ---------- | -------- | ---------- | -------- | ----------- |
| Jang Hicshon | Férfi keirin | 7.         | 5.       | kiesett    | kiesett  | helyezetlen |
| Hong Szokhan | Férfi keirin | 6.         | 3.       | kiesett    | kiesett  | helyezetlen |

Pontversenyek
| Versenyző  | Versenyszám     | Pont | Helyezés |
| ---------- | --------------- | ---- | -------- |
| Kim Jongmi | Női pontverseny | -19  | 17.      |

## Kézilabda

### Férfi

#### Eredmények
Csoportkör
A csoport
| Csapat              | M | Gy | D | V | G+  | G–  | Gk  | P  |
| ------------------- | - | -- | - | - | --- | --- | --- | -- |
| Horvátország (CRO)  | 5 | 5  | 0 | 0 | 146 | 129 | +17 | 10 |
| Spanyolország (ESP) | 5 | 4  | 0 | 1 | 154 | 137 | +17 | 8  |
| Dél-Korea (KOR)     | 5 | 2  | 0 | 3 | 148 | 148 | 0   | 4  |
| Oroszország (RUS)   | 5 | 2  | 0 | 3 | 145 | 145 | 0   | 4  |
| Izland (ISL)        | 5 | 1  | 0 | 4 | 143 | 158 | –15 | 2  |
| Szlovénia (SLO)     | 5 | 1  | 0 | 4 | 130 | 149 | –19 | 2  |

| 2004. augusztus 14. 09:30 | Spanyolország (ESP) | 31–30   | Dél-Korea (KOR)               | Sports Pavillion, Athén Játékvezetők: Bavas, Migas (GRE) |
| 2004. augusztus 14. 09:30 | García 6            | (17–12) | Jun Gjongszin, Pek Voncshol 6 | Sports Pavillion, Athén Játékvezetők: Bavas, Migas (GRE) |
| 2004. augusztus 14. 09:30 | 8× 3× 1×            |         | 3× 4× 1×                      | Sports Pavillion, Athén Játékvezetők: Bavas, Migas (GRE) |

| 2004. augusztus 16. 09:30 | Dél-Korea (KOR)          | 35–32   | Oroszország (RUS) | Sports Pavillion, Athén Játékvezetők: Hansson, Olsson (SWE) |
| 2004. augusztus 16. 09:30 | Jun Gjongszin, I Dzseu 7 | (16–16) | Koksarov 6        | Sports Pavillion, Athén Játékvezetők: Hansson, Olsson (SWE) |
| 2004. augusztus 16. 09:30 | 2× 3×                    |         | 2× 3×             | Sports Pavillion, Athén Játékvezetők: Hansson, Olsson (SWE) |

| 2004. augusztus 18. 09:30 | Horvátország (CRO) | 29–26   | Dél-Korea (KOR) | Sports Pavillion, Athén Játékvezetők: Bord, Buy (FRA) |
| 2004. augusztus 18. 09:30 | Džomba 9           | (12–10) | Jun Gjongszin 8 | Sports Pavillion, Athén Játékvezetők: Bord, Buy (FRA) |
| 2004. augusztus 18. 09:30 | 6× 3×              |         | 3× 3×           | Sports Pavillion, Athén Játékvezetők: Bord, Buy (FRA) |

| 2004. augusztus 20. 09:30 | Dél-Korea (KOR)  | 34–30   | Izland (ISL)  | Sports Pavillion, Athén Játékvezetők: Nachevski, Nachevski (MKD) |
| 2004. augusztus 20. 09:30 | Jun Gjongszin 12 | (16–13) | Stefánsson 10 | Sports Pavillion, Athén Játékvezetők: Nachevski, Nachevski (MKD) |
| 2004. augusztus 20. 09:30 | 4× 3×            |         | 3× 3× 1×      | Sports Pavillion, Athén Játékvezetők: Nachevski, Nachevski (MKD) |

| 2004. augusztus 22. 09:30 | Szlovénia (SLO) | 26–23   | Dél-Korea (KOR) | Sports Pavillion, Athén Játékvezetők: Hassan, Aly (EGY) |
| 2004. augusztus 22. 09:30 | Rutenka 7       | (12–11) | I Dzseu 6       | Sports Pavillion, Athén Játékvezetők: Hassan, Aly (EGY) |
| 2004. augusztus 22. 09:30 | 8× 4× 1×        |         | 2× 3×           | Sports Pavillion, Athén Játékvezetők: Hassan, Aly (EGY) |

Negyeddöntő
| 2004. augusztus 24. 14:30 | Dél-Korea (KOR) | 25–30   | Magyarország (HUN) | Sports Pavillion, Athén Játékvezetők: Baum, Goralczyk (POL) |
| 2004. augusztus 24. 14:30 | Jun Gjongszin 7 | (13–14) | Nagy 9             | Sports Pavillion, Athén Játékvezetők: Baum, Goralczyk (POL) |
| 2004. augusztus 24. 14:30 | 2× 3×           |         | 5× 3×              | Sports Pavillion, Athén Játékvezetők: Baum, Goralczyk (POL) |

Az 5–8. helyért
| 2004. augusztus 27. 11:30 | Görögország (GRE) | 29–24  | Dél-Korea (KOR) | Sports Pavillion, Athén Játékvezetők: Nachevski, Nachevski (MKD) |
| 2004. augusztus 27. 11:30 | Baloménosz 8      | (16–9) | Jun Gjongszin 6 | Sports Pavillion, Athén Játékvezetők: Nachevski, Nachevski (MKD) |
| 2004. augusztus 27. 11:30 | 6× 3× 1×          |        | 1× 3×           | Sports Pavillion, Athén Játékvezetők: Nachevski, Nachevski (MKD) |

A 7. helyért
| 2004. augusztus 28. 14:30 | Dél-Korea (KOR) | 24–31   | Spanyolország (ESP) | Sports Pavillion, Athén Játékvezetők: Gardinovacki, Maric (SCG) |
| 2004. augusztus 28. 14:30 | Jun Gjongszin 7 | (11–12) | Colón 7             | Sports Pavillion, Athén Játékvezetők: Gardinovacki, Maric (SCG) |
| 2004. augusztus 28. 14:30 | 2× 3×           |         | 2× 3×               | Sports Pavillion, Athén Játékvezetők: Gardinovacki, Maric (SCG) |

| Csapat          | Helyezés |
| --------------- | -------- |
| Dél-Korea (KOR) | 8.       |

### Női

#### Eredmények
B csoport
| Csapat              | M | Gy | D | V | G+  | G–  | Gk  | P |
| ------------------- | - | -- | - | - | --- | --- | --- | - |
| Dél-Korea (KOR)     | 4 | 3  | 1 | 0 | 135 | 103 | +32 | 7 |
| Dánia (DEN)         | 4 | 3  | 1 | 0 | 125 | 98  | +27 | 7 |
| Franciaország (FRA) | 4 | 2  | 0 | 2 | 105 | 106 | –1  | 4 |
| Spanyolország (ESP) | 4 | 0  | 1 | 3 | 86  | 110 | –24 | 1 |
| Angola (ANG)        | 4 | 0  | 1 | 3 | 97  | 131 | –34 | 1 |

| 2004. augusztus 17. 19:30 | Dél-Korea (KOR) | 29–29   | Dánia (DEN)          | Sports Pavillion, Athén Játékvezetők: Bavas, Migas (GRE) |
| 2004. augusztus 17. 19:30 | U Szonhi 8      | (14–13) | Kiærskou, Fruelund 7 | Sports Pavillion, Athén Játékvezetők: Bavas, Migas (GRE) |
| 2004. augusztus 17. 19:30 | 7× 3×           |         | 3× 3×                | Sports Pavillion, Athén Játékvezetők: Bavas, Migas (GRE) |

| 2004. augusztus 19. 14:30 | Angola (ANG) | 30–40   | Dél-Korea (KOR) | Sports Pavillion, Athén Játékvezetők: Nachevski, Nachevski (MKD) |
| 2004. augusztus 19. 14:30 | Bengue 11    | (12–19) | O Szongok 10    | Sports Pavillion, Athén Játékvezetők: Nachevski, Nachevski (MKD) |
| 2004. augusztus 19. 14:30 | 1× 3×        |         | 3× 3×           | Sports Pavillion, Athén Játékvezetők: Nachevski, Nachevski (MKD) |

| 2004. augusztus 21. 19:30 | Dél-Korea (KOR)       | 36–21  | Spanyolország (ESP) | Sports Pavillion, Athén Játékvezetők: Pozeznik, Repensek (SLO) |
| 2004. augusztus 21. 19:30 | U Szonhi, I Szangun 7 | (20–7) | Gómez 5             | Sports Pavillion, Athén Játékvezetők: Pozeznik, Repensek (SLO) |
| 2004. augusztus 21. 19:30 | 3× 3×                 |        | 4× 3×               | Sports Pavillion, Athén Játékvezetők: Pozeznik, Repensek (SLO) |

| 2004. augusztus 23. 14:30 | Franciaország (FRA) | 23–30   | Dél-Korea (KOR) | Sports Pavillion, Athén Játékvezetők: Arnaldsson, Vidarsson (ISL) |
| 2004. augusztus 23. 14:30 | Wendling 8          | (13–18) | Im Okjong 8     | Sports Pavillion, Athén Játékvezetők: Arnaldsson, Vidarsson (ISL) |
| 2004. augusztus 23. 14:30 | 3× 3×               |         | 4× 3×           | Sports Pavillion, Athén Játékvezetők: Arnaldsson, Vidarsson (ISL) |

Negyeddöntő
| 2004. augusztus 26. 19:30 | Dél-Korea (KOR) | 26–24  | Brazília (BRA) | Sports Pavillion, Athén Játékvezetők: Breto, Huelin Trillo (ESP) |
| 2004. augusztus 26. 19:30 | I Szangun 7     | (16–9) | L. Silva 7     | Sports Pavillion, Athén Játékvezetők: Breto, Huelin Trillo (ESP) |
| 2004. augusztus 26. 19:30 | 6× 3×           |        | 6× 3×          | Sports Pavillion, Athén Játékvezetők: Breto, Huelin Trillo (ESP) |

Elődöntő
| 2004. augusztus 27. 19:30 | Franciaország (FRA)      | 31–32   | Dél-Korea (KOR) | Sports Pavillion, Athén Játékvezetők: Oie, Togstad (NOR) |
| 2004. augusztus 27. 19:30 | Pecqueux-Rolland, Cano 6 | (10–13) | I Gongdzsu 7    | Sports Pavillion, Athén Játékvezetők: Oie, Togstad (NOR) |
| 2004. augusztus 27. 19:30 | 4× 3×                    |         | 3× 3×           | Sports Pavillion, Athén Játékvezetők: Oie, Togstad (NOR) |

Döntő
| 2004. augusztus 29. 10:45 | Dánia (DEN)                          | 34–34 (h. u.)         | Dél-Korea (KOR)                            | Sports Pavillion, Athén Játékvezetők: Baum, Goralczyk (POL) |
| 2004. augusztus 29. 10:45 | Fruelund 15                          | (14–14, 25–25, 29–29) | I Szangun 9                                | Sports Pavillion, Athén Játékvezetők: Baum, Goralczyk (POL) |
| 2004. augusztus 29. 10:45 | 1× 3×                                |                       | 4× 4×                                      | Sports Pavillion, Athén Játékvezetők: Baum, Goralczyk (POL) |
| 2004. augusztus 29. 10:45 | Büntetőpárbaj:                       |                       |                                            | Sports Pavillion, Athén Játékvezetők: Baum, Goralczyk (POL) |
| 2004. augusztus 29. 10:45 | Fruelund Kiærskou Daugaard Mikkelsen | 4 – 2                 | I Szangun Im Okjong Mun Philhi Kim Cshajon | Sports Pavillion, Athén Játékvezetők: Baum, Goralczyk (POL) |

| Csapat          | Helyezés |
| --------------- | -------- |
| Dél-Korea (KOR) |          |

## Kosárlabda

### Női

#### Eredmények
Csoportkör
B csoport
| Csapat                 | M | Gy | V | P+  | P–  | Pk   | P  |
| ---------------------- | - | -- | - | --- | --- | ---- | -- |
| Egyesült Államok (USA) | 5 | 5  | 0 | 430 | 285 | +145 | 10 |
| Spanyolország (ESP)    | 5 | 4  | 1 | 368 | 334 | +34  | 9  |
| Csehország (CZE)       | 5 | 3  | 2 | 408 | 375 | +33  | 8  |
| Új-Zéland (NZL)        | 5 | 2  | 3 | 321 | 414 | –93  | 7  |
| Kína (CHN)             | 5 | 1  | 4 | 360 | 406 | –46  | 6  |
| Dél-Korea (KOR)        | 5 | 0  | 5 | 320 | 393 | –73  | 5  |

| 2004. augusztus 14. 11:15 | Dél-Korea (KOR)                         | 54–71     | Kína (CHN)     | Helliniko Indoor Arena, Athén Nézőszám: 600 Játékvezetők: Chantal Julien (FRA), Christos Christodoulou (GRE) |
| 2004. augusztus 14. 11:15 | (15–18, 6–15, 21–24, 12–14) Jegyzőkönyv |           |                | Helliniko Indoor Arena, Athén Nézőszám: 600 Játékvezetők: Chantal Julien (FRA), Christos Christodoulou (GRE) |
| 2004. augusztus 14. 11:15 | Pjon Jonha 19                           | Pont      | Csen Nan 17    | Helliniko Indoor Arena, Athén Nézőszám: 600 Játékvezetők: Chantal Julien (FRA), Christos Christodoulou (GRE) |
| 2004. augusztus 14. 11:15 | Kim Jongok 4                            | Lepattanó | Je Li 8        | Helliniko Indoor Arena, Athén Nézőszám: 600 Játékvezetők: Chantal Julien (FRA), Christos Christodoulou (GRE) |
| 2004. augusztus 14. 11:15 | I Miszon 2                              | Gólpassz  | Miao Li-Csie 3 | Helliniko Indoor Arena, Athén Nézőszám: 600 Játékvezetők: Chantal Julien (FRA), Christos Christodoulou (GRE) |

| 2004. augusztus 16. 9:00 | Új-Zéland (NZL)                          | 81–73     | Dél-Korea (KOR) | Helliniko Indoor Arena, Athén Nézőszám: 180 Játékvezetők: Alejandro Chiti (ARG), Tatiana Steigerwald (BRA) |
| 2004. augusztus 16. 9:00 | (21–11, 16–15, 26–23, 18–24) Jegyzőkönyv |           |                 | Helliniko Indoor Arena, Athén Nézőszám: 180 Játékvezetők: Alejandro Chiti (ARG), Tatiana Steigerwald (BRA) |
| 2004. augusztus 16. 9:00 | G. Farmer 22                             | Pont      | Kim Jongok 21   | Helliniko Indoor Arena, Athén Nézőszám: 180 Játékvezetők: Alejandro Chiti (ARG), Tatiana Steigerwald (BRA) |
| 2004. augusztus 16. 9:00 | Loffhagen 14                             | Lepattanó | Kim Jongok 5    | Helliniko Indoor Arena, Athén Nézőszám: 180 Játékvezetők: Alejandro Chiti (ARG), Tatiana Steigerwald (BRA) |
| 2004. augusztus 16. 9:00 | Marino 4                                 | Gólpassz  | Pjon Jonha 3    | Helliniko Indoor Arena, Athén Nézőszám: 180 Játékvezetők: Alejandro Chiti (ARG), Tatiana Steigerwald (BRA) |

| 2004. augusztus 18. 14:30 | Dél-Korea (KOR)                        | 57–80     | Egyesült Államok (USA)     | Olympic Indoor Hall, Athén Nézőszám: 2000 Játékvezetők: Michael Aylen (AUS), Dallas Pickering (NZL) |
| 2004. augusztus 18. 14:30 | (23–20, 9–19, 7–29, 18–12) Jegyzőkönyv |           |                            | Olympic Indoor Hall, Athén Nézőszám: 2000 Játékvezetők: Michael Aylen (AUS), Dallas Pickering (NZL) |
| 2004. augusztus 18. 14:30 | I Miszon 16                            | Pont      | Leslie 25                  | Olympic Indoor Hall, Athén Nézőszám: 2000 Játékvezetők: Michael Aylen (AUS), Dallas Pickering (NZL) |
| 2004. augusztus 18. 14:30 | Kim Jongok 5                           | Lepattanó | Leslie, Thompson 7         | Olympic Indoor Hall, Athén Nézőszám: 2000 Játékvezetők: Michael Aylen (AUS), Dallas Pickering (NZL) |
| 2004. augusztus 18. 14:30 | Kim Jongok, I Miszon 3                 | Gólpassz  | Staley, Swoopes, Johnson 3 | Olympic Indoor Hall, Athén Nézőszám: 2000 Játékvezetők: Michael Aylen (AUS), Dallas Pickering (NZL) |

| 2004. augusztus 20. 16:45 | Csehország (CZE)                         | 97–75     | Dél-Korea (KOR) | Helliniko Indoor Arena, Athén Nézőszám: 753 Játékvezetők: Vlagyimir Ohrimenko (RUS), Abreu Muhimua Joao (MOZ) |
| 2004. augusztus 20. 16:45 | (24–16, 21–19, 29–17, 23–23) Jegyzőkönyv |           |                 | Helliniko Indoor Arena, Athén Nézőszám: 753 Játékvezetők: Vlagyimir Ohrimenko (RUS), Abreu Muhimua Joao (MOZ) |
| 2004. augusztus 20. 16:45 | Machová 28                               | Pont      | Pjon Jonha 26   | Helliniko Indoor Arena, Athén Nézőszám: 753 Játékvezetők: Vlagyimir Ohrimenko (RUS), Abreu Muhimua Joao (MOZ) |
| 2004. augusztus 20. 16:45 | Klimešová 8                              | Lepattanó | Pjon Jonha 4    | Helliniko Indoor Arena, Athén Nézőszám: 753 Játékvezetők: Vlagyimir Ohrimenko (RUS), Abreu Muhimua Joao (MOZ) |
| 2004. augusztus 20. 16:45 | Hamzová 5                                | Gólpassz  | Kim Jongok 3    | Helliniko Indoor Arena, Athén Nézőszám: 753 Játékvezetők: Vlagyimir Ohrimenko (RUS), Abreu Muhimua Joao (MOZ) |

| 2004. augusztus 22. 22:15 | Spanyolország (ESP)                      | 64–61     | Dél-Korea (KOR) | Helliniko Indoor Arena, Athén Nézőszám: 1152 Játékvezetők: Elizabeth Nanette Sisk (USA), Song Yanping (CHN) |
| 2004. augusztus 22. 22:15 | (14–11, 15–16, 17–19, 18–15) Jegyzőkönyv |           |                 | Helliniko Indoor Arena, Athén Nézőszám: 1152 Játékvezetők: Elizabeth Nanette Sisk (USA), Song Yanping (CHN) |
| 2004. augusztus 22. 22:15 | Valdemoro 11                             | Pont      | Pjon Jonha 19   | Helliniko Indoor Arena, Athén Nézőszám: 1152 Játékvezetők: Elizabeth Nanette Sisk (USA), Song Yanping (CHN) |
| 2004. augusztus 22. 22:15 | Pons 9                                   | Lepattanó | Kim Gjeljong 6  | Helliniko Indoor Arena, Athén Nézőszám: 1152 Játékvezetők: Elizabeth Nanette Sisk (USA), Song Yanping (CHN) |
| 2004. augusztus 22. 22:15 | Palau 3                                  | Gólpassz  | I Miszon 6      | Helliniko Indoor Arena, Athén Nézőszám: 1152 Játékvezetők: Elizabeth Nanette Sisk (USA), Song Yanping (CHN) |

A 11. helyért
| 2004. augusztus 24. 9:00 | Nigéria (NGR)                            | 68–64     | Dél-Korea (KOR) | Helliniko Indoor Arena, Athén Nézőszám: 155 Játékvezetők: Leemann Philippe (SUI), Chantal Julien (FRA) |
| 2004. augusztus 24. 9:00 | (16–16, 13–16, 21–12, 18–20) Jegyzőkönyv |           |                 | Helliniko Indoor Arena, Athén Nézőszám: 155 Játékvezetők: Leemann Philippe (SUI), Chantal Julien (FRA) |
| 2004. augusztus 24. 9:00 | Udoka 21                                 | Pont      | Kim Jongok 19   | Helliniko Indoor Arena, Athén Nézőszám: 155 Játékvezetők: Leemann Philippe (SUI), Chantal Julien (FRA) |
| 2004. augusztus 24. 9:00 | Mohamed 13                               | Lepattanó | I Miszon 12     | Helliniko Indoor Arena, Athén Nézőszám: 155 Játékvezetők: Leemann Philippe (SUI), Chantal Julien (FRA) |
| 2004. augusztus 24. 9:00 | Umoh 2                                   | Gólpassz  | I Miszon 7      | Helliniko Indoor Arena, Athén Nézőszám: 155 Játékvezetők: Leemann Philippe (SUI), Chantal Julien (FRA) |

| Csapat          | Helyezés |
| --------------- | -------- |
| Dél-Korea (KOR) | 12.      |

## Labdarúgás

### Férfi
| #             | Név              | Klub                    | Születési idő                    | Mérkőzésszám | Gól     | Sárga lap | sárga lap · 2. sárga lap · kiállítva | kiállítva |
| Kapusok       | Kapusok          | Kapusok                 | Kapusok                          | Kapusok      | Kapusok | Kapusok   | Kapusok                              | Kapusok   |
| ------------- | ---------------- | ----------------------- | -------------------------------- | ------------ | ------- | --------- | ------------------------------------ | --------- |
| 1             | Kim Jonggvang    | Chunnam Dragons         | 1983. június 28. (21 évesen)     | 4            | 0       | 0         | 0                                    | 0         |
| 18            | Kim Dzsihjok     | Busan I'Park            | 1981. október 26. (22 évesen)    | 0            | 0       | 0         | 0                                    | 0         |
| Védők         |                  |                         |                                  |              |         |           |                                      |           |
| 2             | Cshö Vongon      | FC Szöul                | 1981. november 8. (22 évesen)    | 1(2)         | 0       | 0         | 0                                    | 0         |
| 3             | Kim Cshigon      | FC Szöul                | 1983. július 29. (21 évesen)     | 3            | 0       | 0         | 1                                    | 0         |
| 4             | Pak Jongho (csk) | FC Szöul                | 1981. március 25. (23 évesen)    | 3            | 0       | 0         | 0                                    | 0         |
| 5             | Cso Pjongguk     | Suwon Samsung Bluewings | 1981. július 1. (23 évesen)      | 2(2)         | 0       | 0         | 0                                    | 0         |
| 6             | Ju Szangcshol    | Yokohama F. Marinos     | 1971. október 18. (32 évesen)    | 4            | 0       | 0         | 0                                    | 0         |
| 15            | I Dzsongjol      | FC Szöul                | 1981. augusztus 16. (22 évesen)  | 0            | 0       | 0         | 0                                    | 0         |
| Középpályások |                  |                         |                                  |              |         |           |                                      |           |
| 7             | Kim Duhjon       | Suwon Samsung Bluewings | 1982. július 14. (22 évesen)     | 4            | 0       | 0         | 0                                    | 0         |
| 8             | Csong Gjongho    | Ulsan Hyundai           | 1980. május 22. (24 évesen)      | 1(3)         | 0       | 0         | 0                                    | 0         |
| 12            | Pak Kjuszon      | Jeonbuk Hyundai Motors  | 1981. szeptember 24. (22 évesen) | 2(2)         | 0       | 1         | 0                                    | 0         |
| 13            | Kim Dongdzsin    | FC Szöul                | 1982. január 29. (22 évesen)     | 4            | 1       | 1         | 0                                    | 0         |
| 14            | Kim Dzsongu      | Ulsan Hyundai           | 1982. május 9. (22 évesen)       | 4            | 1       | 0         | 0                                    | 0         |
| Csatárok      |                  |                         |                                  |              |         |           |                                      |           |
| 9             | I Cshonszu       | Real Sociedad           | 1981. július 9. (23 évesen)      | 4            | 2       | 1         | 0                                    | 0         |
| 10            | Cshö Szongguk    | Ulsan Hyundai           | 1983. február 8. (21 évesen)     | 1(2)         | 0       | 0         | 0                                    | 0         |
| 11            | Cshö Theuk       | Incheon United          | 1981. március 13. (23 évesen)    | 2(1)         | 0       | 0         | 0                                    | 0         |
| 16            | Nam Gungdo       | Jeonbuk Hyundai Motors  | 1982. június 4. (22 évesen)      | (1)          | 0       | 0         | 0                                    | 0         |
| 17            | Cso Dzsedzsin    | Simizu S-Pulse          | 1981. július 9. (23 évesen)      | 4            | 2       | 0         | 0                                    | 0         |
| Edző          |                  |                         |                                  |              |         |           |                                      |           |
|               | Kim Hogon        | Dél-Korea               | 1951. március 26. (53 évesen)    |              |         |           |                                      |           |

- Kor: 2004. augusztus 10-i kora

#### Eredmények
Csoportkör
A csoport
| Csapat            | M | Gy | D | V | Rg | Kg | Gk | P |
| ----------------- | - | -- | - | - | -- | -- | -- | - |
| Mali (MLI)        | 3 | 1  | 2 | 0 | 5  | 3  | +2 | 5 |
| Dél-Korea (KOR)   | 3 | 1  | 2 | 0 | 6  | 5  | +1 | 5 |
| Mexikó (MEX)      | 3 | 1  | 1 | 1 | 3  | 3  | 0  | 4 |
| Görögország (GRE) | 3 | 0  | 1 | 2 | 4  | 7  | –3 | 1 |

| 2004. augusztus 11. 20:30 |

| Görögország (GRE)                          | 2–2               | Dél-Korea (KOR)                                           |
| ------------------------------------------ | ----------------- | --------------------------------------------------------- |
| Taralídisz 78' Papadópulosz 82' (11-esből) | (0–1) Jegyzőkönyv | Kim Dongdzsin 43' Víndra 64' (öngól) Kim Cshigon 26′, 31′ |

| Kaftanzoglio Stadium, Szaloniki Nézőszám: 25 152 Játékvezető: Larrionda (uruguayi) |

| 2004. augusztus 14. 20:30 |

| Dél-Korea (KOR) | 1–0               | Mexikó (MEX) |
| --------------- | ----------------- | ------------ |
| Kim Dzsongu 16' | (1–0) Jegyzőkönyv |              |

| Karaiskaki Stadium, Pireusz Nézőszám: 14 026 Játékvezető: Larsen (dán) |

| 2004. augusztus 17. 20:30 |

| Dél-Korea (KOR)                            | 3–3               | Mali (MLI)         |
| ------------------------------------------ | ----------------- | ------------------ |
| Cso Dzsedzsin 57' 59' Tamboura 64' (öngól) | (0–2) Jegyzőkönyv | N’Diaye 7' 24' 55' |

| Kaftanzoglio Stadium, Szaloniki Nézőszám: 3320 Játékvezető: Eric Poulat (francia) |

Negyeddöntő
| 2004. augusztus 21. 21:00 |

| Paraguay (PAR)              | 3–2               | Dél-Korea (KOR)               |
| --------------------------- | ----------------- | ----------------------------- |
| Bareiro 19' 71' Cardozo 61' | (1–0) Jegyzőkönyv | I Cshonszu 74' 79' (11-esből) |

| Kaftanzoglio Stadium, Szaloniki Nézőszám: 4080 Játékvezető: Massimo de Santis (olasz) |

| Csapat          | Helyezés |
| --------------- | -------- |
| Dél-Korea (KOR) | 6.       |

## Lovaglás
Díjugratás
| Versenyző                                            | Ló                                             | Versenyszám | Selejtező | Selejtező | Selejtező | Selejtező | Selejtező | Selejtező | Selejtező | Selejtező | Döntő   | Döntő   | Döntő         | Döntő         | Végeredmény | Végeredmény |
| Versenyző                                            | Ló                                             | Versenyszám | 1. kör    | 1. kör    | 2. kör    | 2. kör    | 2. kör    | 3. kör    | 3. kör    | 3. kör    | 1. kör  | 1. kör  | 2. kör        | 2. kör        | Végeredmény | Végeredmény |
| Versenyző                                            | Ló                                             | Versenyszám | Bünt.     | Hely.     | Bünt.     | Össz.     | Hely.     | Bünt.     | Össz.     | Hely.     | Bünt.   | Hely.   | Bünt.         | Hely.         | Bünt.       | Helyezés    |
| ---------------------------------------------------- | ---------------------------------------------- | ----------- | --------- | --------- | --------- | --------- | --------- | --------- | --------- | --------- | ------- | ------- | ------------- | ------------- | ----------- | ----------- |
| U Dzsongho                                           | Seven Up 15                                    | Egyéni      | 6         | 40.       | 8         | 14        | 36.       | 16        | 30        | 51.       | kiesett | kiesett | kiesett       | kiesett       | kiesett     | kiesett     |
| Csu Dzsonghjon                                       | Epsom Gesmeray                                 | Egyéni      | 14        | 64.       | 13        | 27        | 57.       | 10        | 37        | 49.       | 8       | 23.     | nem ért célba | nem ért célba | kiesett     | kiesett     |
| Szon Bonggak                                         | Cim Christo                                    | Egyéni      | 5         | 29.       | 21        | 26        | 53.       | 5         | 31        | 42.       | 5       | 9.      | 13            | 14.           | 18          | 14.         |
| Hvang Szunvon                                        | C. Chap                                        | Egyéni      | 6         | 40.       | 9         | 15        | 37.       | 6         | 21        | 32.       | 8       | 11.     | 16            | 18.           | 24          | 20.         |
| U Dzsongho Csu Dzsonghjon Szon Bonggak Hvang Szunvon | Seven Up 15 Epsom Gesmeray Cim Christo C. Chap | Csapat      |           |           |           |           |           |           |           |           | 30      | 10.     | 21            | 8.            | 51          | 8.          |

## Ökölvívás
| Versenyző      | Versenyszám  | Selejtező                         | Nyolcaddöntő                           | Negyeddöntő                     | Elődöntő                          | Döntő             | Helyezés |
| Versenyző      | Versenyszám  | Ellenfél Eredmény                 | Ellenfél Eredmény                      | Ellenfél Eredmény               | Ellenfél Eredmény                 | Ellenfél Eredmény | Helyezés |
| -------------- | ------------ | --------------------------------- | -------------------------------------- | ------------------------------- | --------------------------------- | ----------------- | -------- |
| Hom Muvon      | Papírsúly    | Lalaina Rabenarivo (MAD) · RSC    | Harry Tañamor (PHI) · 42-25            | Yan Barthelemí (CUB) · 11-30    | kiesett                           | kiesett           | 5.       |
| Kim Giszok     | Légsúly      | Szomcsit Csongcsoho (THA) · 12-22 | kiesett                                | kiesett                         | kiesett                           | kiesett           | 17.      |
| Kim Vonil      | Harmatsúly   | Voraphot Phetkhum (THA) · RSC     | kiesett                                | kiesett                         | kiesett                           | kiesett           | 17.      |
| Cso Szokhvan   | Pehelysúly   | Sedat Taşcı (TUR) · 37-28         | Benoît Gaudet (CAN) · 28-16            | Viorel Simion (ROU) · 39-35     | Alekszej Tyiscsenko (RUS) · 25-45 | kiesett           |          |
| Pek Csongszop  | Könnyűsúly   | Káté Gyula (HUN) · 30-23          | Urancsimegín Mönh-Erdene (MGL) · 33-22 | Amir Khan (GBR) · RSC           | kiesett                           | kiesett           | 5.       |
| Kim Dzsongdzsu | Váltósúly    |                                   | Vitalie Grușac (MDA) · 23-20           | Juan Camilo Novoa (COL) · 25-23 | Lorenzo Aragón (CUB) · 10-38      | kiesett           |          |
| Szong Hakszong | Félnehézsúly | Abd el-Háni Kenszi (ALG) · 19-25  | kiesett                                | kiesett                         | kiesett                           | kiesett           | 17.      |

RSC - a játékvezető megállította a mérkőzést

## Öttusa
| Versenyző   | Versenyszám | Lövészet | Lövészet | Lövészet | Vívás    | Vívás | Vívás | Úszás   | Úszás | Úszás | Lovaglás | Lovaglás | Lovaglás | Lovaglás | Futás    | Futás | Futás | Összesen    | Összesen |
| Versenyző   | Versenyszám | Pontszám | Pont     | Hely.    | Eredmény | Pont  | Hely. | Idő     | Pont  | Hely. | Idő      | Hibapont | Pont     | Hely.    | Idő      | Pont  | Hely. | Összes pont | Helyezés |
| ----------- | ----------- | -------- | -------- | -------- | -------- | ----- | ----- | ------- | ----- | ----- | -------- | -------- | -------- | -------- | -------- | ----- | ----- | ----------- | -------- |
| I Cshunhon  | Férfi       | 175      | 1036     | 16.      | 12-19    | 720   | 26.** | 2:12,02 | 1216  | 22.*  | 1:06,21  | 84       | 1116     | 9.       | 10:05,85 | 980   | 20.   | 5068        | 21.      |
| Han Doljong | Férfi       | 183      | 1132     | 5.       | 15-16    | 804   | 15.** | 2:09,78 | 1244  | 20.   | 2:23,74  | 392      | 808      | 29.      | 10:13,85 | 948   | 26.   | 4936        | 24.      |

* - egy másik versenyzővel azonos időt ért el

** - három másik versenyzővel azonos eredményt ért el

## Röplabda

### Női
| #    | Név           | Klub           | Kor                             | Magasság |
| ---- | ------------- | -------------- | ------------------------------- | -------- |
| 1    | I Dzsongok    | LG Caltex Oil  | 1983. július 19. (21 évesen)    | 179 cm   |
| 3    | Kang Hjemi    | Hyundai Volley | 1974. április 27. (30 évesen)   | 173 cm   |
| 4    | Ku Mindzsong  | Hyundai Volley | 1973. augusztus 25. (30 évesen) | 181 cm   |
| 5    | Kim Szani     | Korea Highway  | 1981. június 21. (23 évesen)    | 180 cm   |
| 6    | Cshö Kvanghi  | KT and G       | 1974. május 25. (30 évesen)     | 173 cm   |
| 8    | Nam Dzsijon   | LG Caltex Oil  | 1983. május 25. (21 évesen)     | 172 cm   |
| 9    | Csang Szojon  | Hyundai Volley | 1974. november 11. (29 évesen)  | 184 cm   |
| 11   | Kim Midzsin   | Korea Highway  | 1979. július 22. (25 évesen)    | 182 cm   |
| 12   | Pak Szonmi    | Hyundai Volley | 1982. február 3. (22 évesen)    | 178 cm   |
| 13   | Csong Dejong  | Hyundai Volley | 1981. augusztus 12. (23 évesen) | 183 cm   |
| 14   | Han Szongi    | Korea Highway  | 1984. szeptember 5. (19 évesen) | 185 cm   |
| 15   | Kim Szejong   | KT and G       | 1981. június 4. (23 évesen)     | 190 cm   |
| Edző |               |                |                                 |          |
|      | Kim Csholjong |                |                                 |          |

- Kor: 2004. augusztus 12-i kora

#### Eredmények
Csoportkör
A csoport
|                   |      | Mérkőzések | Mérkőzések | Szettek | Szettek | Szettek | Pontok | Pontok | Pontok |
| Csapat            | Pont | Gy         | V          | Sz+     | Sz–     | SzA     | P+     | P–     | PA     |
| ----------------- | ---- | ---------- | ---------- | ------- | ------- | ------- | ------ | ------ | ------ |
| Brazília (BRA)    | 10   | 5          | 0          | 15      | 2       | 7,500   | 410    | 326    | 1,258  |
| Olaszország (ITA) | 9    | 4          | 1          | 14      | 3       | 4,667   | 392    | 305    | 1,285  |
| Dél-Korea (KOR)   | 8    | 3          | 2          | 9       | 7       | 1,286   | 355    | 352    | 1,009  |
| Japán (JPN)       | 7    | 2          | 3          | 6       | 10      | 0,600   | 346    | 343    | 1,009  |
| Görögország (GRE) | 6    | 1          | 4          | 5       | 12      | 0,417   | 349    | 383    | 0,911  |
| Kenya (KEN)       | 5    | 0          | 5          | 0       | 15      | 0,000   | 236    | 379    | 0,623  |

| 2004. augusztus 14. 19:30 | Dél-Korea (KOR)                   | 0–3 | Olaszország (ITA) | Béke és Barátság stadion, Pireusz Nézőszám: 2200 Játékvezető: Fernando Nava (MEX), Francisco Medina Guzman (CUB) |
| 2004. augusztus 14. 19:30 | (17–25, 13–25, 19–25) Jegyzőkönyv |     |                   | Béke és Barátság stadion, Pireusz Nézőszám: 2200 Játékvezető: Fernando Nava (MEX), Francisco Medina Guzman (CUB) |

| 2004. augusztus 16. 16:00 | Görögország (GRE)                        | 1–3 | Dél-Korea (KOR) | Béke és Barátság stadion, Pireusz Nézőszám: 3000 Játékvezető: Juan Angel Pereyra (ARG), Francisco Medina Guzman (CUB) |
| 2004. augusztus 16. 16:00 | (25–20, 19–25, 15–25, 22–25) Jegyzőkönyv |     |                 | Béke és Barátság stadion, Pireusz Nézőszám: 3000 Játékvezető: Juan Angel Pereyra (ARG), Francisco Medina Guzman (CUB) |

| 2004. augusztus 18. 11:50 | Dél-Korea (KOR)                   | 3–0 | Kenya (KEN) | Béke és Barátság stadion, Pireusz Nézőszám: 750 Játékvezető: Dejan Jovanovic (SCG), Karin Zahorcova (CZE) |
| 2004. augusztus 18. 11:50 | (25–16, 25–20, 25–19) Jegyzőkönyv |     |             | Béke és Barátság stadion, Pireusz Nézőszám: 750 Játékvezető: Dejan Jovanovic (SCG), Karin Zahorcova (CZE) |

| 2004. augusztus 20. 14:00 | Dél-Korea (KOR)                   | 3–0 | Japán (JPN) | Béke és Barátság stadion, Pireusz Nézőszám: 6500 Játékvezető: Frank Leuthaeusser (GER), Patrick Rachard (FRA) |
| 2004. augusztus 20. 14:00 | (25–21, 26–24, 25–21) Jegyzőkönyv |     |             | Béke és Barátság stadion, Pireusz Nézőszám: 6500 Játékvezető: Frank Leuthaeusser (GER), Patrick Rachard (FRA) |

| 2004. augusztus 22. 19:30 | Brazília (BRA)                    | 3–0 | Dél-Korea (KOR) | Béke és Barátság stadion, Pireusz Nézőszám: 8020 Játékvezető: Dejan Jovanovic (SCG), Karin Zahorcova (CZE) |
| 2004. augusztus 22. 19:30 | (25–19, 25–18, 25–23) Jegyzőkönyv |     |                 | Béke és Barátság stadion, Pireusz Nézőszám: 8020 Játékvezető: Dejan Jovanovic (SCG), Karin Zahorcova (CZE) |

Negyeddöntő
| 2004. augusztus 24. 16:00 | Dél-Korea (KOR)                   | 0–3 | Oroszország (RUS) | Béke és Barátság stadion, Pireusz Nézőszám: 2780 Játékvezető: Fernando Nava (MEX), Francisco Medina Guzman (CUB) |
| 2004. augusztus 24. 16:00 | (17–25, 15–25, 22–25) Jegyzőkönyv |     |                   | Béke és Barátság stadion, Pireusz Nézőszám: 2780 Játékvezető: Fernando Nava (MEX), Francisco Medina Guzman (CUB) |

| Csapat          | Helyezés |
| --------------- | -------- |
| Dél-Korea (KOR) | 5.       |

## Sportlövészet
Férfi
| Versenyző       | Versenyszám           | Selejtező | Selejtező | Döntő   | Döntő    |
| Versenyző       | Versenyszám           | Pont      | Helyezés  | Pont    | Helyezés |
| --------------- | --------------------- | --------- | --------- | ------- | -------- |
| Csin Dzsongo    | Légpisztoly           | 582       | 6.***     | 682,9   | 5.       |
| Csin Dzsongo    | Szabadpisztoly        | 567       | 1.        | 661,5   |          |
| I Szangdo       | Szabadpisztoly        | 550       | 24.****   | kiesett | kiesett  |
| I Szangdo       | Légpisztoly           | 574       | 27.**     | kiesett | kiesett  |
| Kang Hjongcshol | Gyorstüzelő pisztoly  | 580       | 11.       | kiesett | kiesett  |
| Cshon Minho     | Légpuska              | 595       | 5.*       | 696,6   | 4.       |
| Cse Szongthe    | Légpuska              | 594       | 7.*       | 696,3   | 6.       |
| Pak Pongdok     | Sportpuska, fekvő     | 591       | 24.****** | kiesett | kiesett  |
| Pak Pongdok     | Sportpuska, összetett | 1162      | 9.**      | kiesett | kiesett  |
| I Szokthe       | Skeet                 | 114       | 37.**     | kiesett | kiesett  |

Női
| Versenyző     | Versenyszám           | Selejtező | Selejtező | Döntő   | Döntő    |
| Versenyző     | Versenyszám           | Pont      | Helyezés  | Pont    | Helyezés |
| ------------- | --------------------- | --------- | --------- | ------- | -------- |
| Pag Ajong     | Légpisztoly           | 379       | 21.***    | kiesett | kiesett  |
| An Szukjong   | Légpisztoly           | 382       | 10.****   | kiesett | kiesett  |
| An Szukjong   | Sportpisztoly         | 577       | 13.****   | kiesett | kiesett  |
| Szo Dzsuhjong | Sportpisztoly         | 582       | 7.        | 680,8   | 7.       |
| Cso Unjong    | Légpuska              | 394       | 14.*****  | kiesett | kiesett  |
| Szo Szonhva   | Légpuska              | 391       | 27.****   | kiesett | kiesett  |
| I Hjedzsin    | Sportpuska, összetett | 584       | 4.*       | 681,0   | 5.       |
| Kim Dzsongmi  | Sportpuska, összetett | 561       | 30.       | kiesett | kiesett  |
| I Bona        | Trap                  | 60        | 6.*       | 83      |          |
| I Bona        | Dupla trap            | 110       | 1.*       | 145     |          |
| Kim Jonhi     | Skeet                 | 67        | 9.**      | kiesett | kiesett  |

* - egy másik versenyzővel azonos eredményt ért el

** - két másik versenyzővel azonos eredményt ért el

*** - három másik versenyzővel azonos eredményt ért el

**** - négy másik versenyzővel azonos eredményt ért el

***** - öt másik versenyzővel azonos eredményt ért el

****** - hét másik versenyzővel azonos eredményt ért el

## Súlyemelés
Férfi
| Versenyző        | Versenyszám | Szakítás | Szakítás | Lökés    | Lökés    | Összesen | Helyezés |
| Versenyző        | Versenyszám | Eredmény | Helyezés | Eredmény | Helyezés | Összesen | Helyezés |
| ---------------- | ----------- | -------- | -------- | -------- | -------- | -------- | -------- |
| I Bejong         | 69 kg       | 152,5    | 2.       | 190,0    | 1.       | 342,5    |          |
| Kim Gvanghun     | 77 kg       | 155,0    | 11.****  | 195,0    | 7.***    | 350,0    | 10.      |
| Szong Dzsongszik | 85 kg       | 160,0    | 10.**    | 200,0    | 5.***    | 360,0    | 8.       |
| An Jonggvon      | +105 kg     | 202,5    | 4.       | 225,0    | 9.*      | 427,5    | 8.       |

Női
| Versenyző    | Versenyszám | Szakítás | Szakítás | Lökés                    | Lökés                    | Összesen | Helyezés |
| Versenyző    | Versenyszám | Eredmény | Helyezés | Eredmény                 | Helyezés                 | Összesen | Helyezés |
| ------------ | ----------- | -------- | -------- | ------------------------ | ------------------------ | -------- | -------- |
| Kim Szukjong | 63 kg       | 92,5     | 7.       | 122,5                    | 3.*                      | 215,0    | 5.       |
| Kang Miszuk  | 69 kg       | 100,0    | 9.       | érvényes kísérlet nélkül | érvényes kísérlet nélkül | kiesett  | kiesett  |
| Kim Szunhi   | 75 kg       | 112,5    | 7.**     | 137,5                    | 6.*                      | 250,0    | 7.       |
| Csang Miran  | +75 kg      | 130,0    | 1.**     | 172,5                    | 2.                       | 302,5    |          |

* - egy másik versenyzővel azonos eredményt ért el

** - két másik versenyzővel azonos eredményt ért el

*** - három másik versenyzővel azonos eredményt ért el

**** - öt másik versenyzővel azonos eredményt ért el

## Szinkronúszás
| Versenyző           | Versenyszám | Technikai gyakorlat | Technikai gyakorlat | Selejtező        | Selejtező        | Selejtező  | Selejtező  | Döntő            | Döntő            | Döntő      | Döntő      | Helyezés |
| Versenyző           | Versenyszám | Technikai gyakorlat | Technikai gyakorlat | Szabad gyakorlat | Szabad gyakorlat | Összesítés | Összesítés | Szabad gyakorlat | Szabad gyakorlat | Összesítés | Összesítés | Helyezés |
| Versenyző           | Versenyszám | Pont                | Hely.               | Pont             | Hely.            | Pont       | Hely.      | Pont             | Hely.            | Pont       | Hely.      | Helyezés |
| ------------------- | ----------- | ------------------- | ------------------- | ---------------- | ---------------- | ---------- | ---------- | ---------------- | ---------------- | ---------- | ---------- | -------- |
| Kim Szongun Ju Nami | Páros       | 43,834              | 14.                 | 44,250           | 15.              | 88,084     | 14.*       | kiesett          | kiesett          | kiesett    | kiesett    | 14.*     |

* - egy másik párossal azonos eredményt értek el

## Taekwondo
Férfi
| Versenyző       | Versenyszám | Nyolcaddöntő                     | Negyeddöntő                 | Elődöntő                  | Vigaszág első kör | Vigaszág elődöntő         | Bronz- mérkőzés             | Döntő                              | Helyezés |
| Versenyző       | Versenyszám | Ellenfél Eredmény                | Ellenfél Eredmény           | Ellenfél Eredmény         | Ellenfél Eredmény | Ellenfél Eredmény         | Ellenfél Eredmény           | Ellenfél Eredmény                  | Helyezés |
| --------------- | ----------- | -------------------------------- | --------------------------- | ------------------------- | ----------------- | ------------------------- | --------------------------- | ---------------------------------- | -------- |
| Szong Mjongszop | Pehelysúly  | Niyaməddin Paşayev (AZE) · 15-13 | Jesper Roesen (DEN) · 13-11 | Hádi Szái (IRI) · 9-9 SUP |                   | Tamer Hussein (EGY) · 8-6 | Diogo da Silva (BRA) · 12-7 |                                    |          |
| Mun Deszong     | Nehézsúly   | Agyilhan Szagindikov (KAZ) · 7-2 | Jon García (ESP) · 6-2      | Pascal Gentil (FRA) · 5-3 |                   |                           |                             | Aléxandrosz Nikolaídisz (GRE) · KO |          |

Női
| Versenyző       | Versenyszám | Nyolcaddöntő           | Negyeddöntő             | Elődöntő                   | Vigaszág első kör        | Vigaszág elődöntő       | Bronz- mérkőzés          | Döntő                    | Helyezés |
| Versenyző       | Versenyszám | Ellenfél Eredmény      | Ellenfél Eredmény       | Ellenfél Eredmény          | Ellenfél Eredmény        | Ellenfél Eredmény       | Ellenfél Eredmény        | Ellenfél Eredmény        | Helyezés |
| --------------- | ----------- | ---------------------- | ----------------------- | -------------------------- | ------------------------ | ----------------------- | ------------------------ | ------------------------ | -------- |
| Csang Dzsivon   | Pehelysúly  | Mariam Bah (CIV) · 9-2 | Sonia Reyes (ESP) · 3-2 | Iridia Salazar (MEX) · 2-1 |                          |                         |                          | Nia Abdallah (USA) · 2-1 |          |
| Hvang Gjongszon | Váltósúly   | Lo Vej (CHN) · 8-10    |                         |                            | Nina Solheim (NOR) · WDR | Toni Rivero (PHI) · 6-2 | Heidy Juárez (GUA) · 5-2 |                          |          |

SUP - döntő fölény

WDR - visszalépett

## Tenisz
Férfi
| Versenyző   | Versenyszám | 64-es főtábla                          | 32-es főtábla                      | Nyolcaddöntő      | Negyeddöntő       | Elődöntő          | Bronz- mérkőzés   | Döntő             | Helyezés |
| Versenyző   | Versenyszám | Ellenfél Eredmény                      | Ellenfél Eredmény                  | Ellenfél Eredmény | Ellenfél Eredmény | Ellenfél Eredmény | Ellenfél Eredmény | Ellenfél Eredmény | Helyezés |
| ----------- | ----------- | -------------------------------------- | ---------------------------------- | ----------------- | ----------------- | ----------------- | ----------------- | ----------------- | -------- |
| I Hjongthek | Egyes       | Mariano Zabaleta (ARG) · 4-6, 6-3, 6-2 | Fernando González (CHI) · 5-7, 2-6 | kiesett           | kiesett           | kiesett           | kiesett           | kiesett           | 17.      |

Női
| Versenyző     | Versenyszám | 64-es főtábla                | 32-es főtábla                             | Nyolcaddöntő      | Negyeddöntő       | Elődöntő          | Bronz- mérkőzés   | Döntő             | Helyezés |
| Versenyző     | Versenyszám | Ellenfél Eredmény            | Ellenfél Eredmény                         | Ellenfél Eredmény | Ellenfél Eredmény | Ellenfél Eredmény | Ellenfél Eredmény | Ellenfél Eredmény | Helyezés |
| ------------- | ----------- | ---------------------------- | ----------------------------------------- | ----------------- | ----------------- | ----------------- | ----------------- | ----------------- | -------- |
| Cso Jundzsong | Egyes       | Kaia Kanepi (EST) · 7-6, 6-1 | Francesca Schiavone (ITA) · 6-2, 6-7, 4-6 | kiesett           | kiesett           | kiesett           | kiesett           | kiesett           | 17.      |

## Tollaslabda
| Versenyző                | Versenyszám  | 32-es főtábla                                                          | Nyolcaddöntő                                                        | Negyeddöntő                                                         | Elődöntő                                                                | Bronz- mérkőzés                                             | Döntő                                                    | Helyezés |
| Versenyző                | Versenyszám  | Ellenfél Eredmény                                                      | Ellenfél Eredmény                                                   | Ellenfél Eredmény                                                   | Ellenfél Eredmény                                                       | Ellenfél Eredmény                                           | Ellenfél Eredmény                                        | Helyezés |
| ------------------------ | ------------ | ---------------------------------------------------------------------- | ------------------------------------------------------------------- | ------------------------------------------------------------------- | ----------------------------------------------------------------------- | ----------------------------------------------------------- | -------------------------------------------------------- | -------- |
| I Hjonil                 | Férfi egyes  | Stuart Brehaut (AUS) · 15-3, 15-2                                      | Boonsak Ponsana (THA) · 13-15, 11-15                                | kiesett                                                             | kiesett                                                                 | kiesett                                                     | kiesett                                                  | 9.       |
| Szon Szungmo             | Férfi egyes  | Antti Viitikko (FIN) · 15-12, 15-3                                     | Richard Vaughan (GBR) · 15-9, 15-4                                  | Csen Hung (CHN) · 10-15, 15-4, 15-10                                | Sony Dwi Kuncoro (INA) · 15-6, 9-15, 15-9                               |                                                             | Taufik Hidayat (INA) · 8-15, 7-15                        |          |
| Pak Theszang             | Férfi egyes  | Abhinn Sjam Gupta (IND) · 15-12, 15-0                                  | Pao Csun-laj (CHN) · 15-11, 15-12                                   | Sony Dwi Kuncoro (INA) · 13-15, 4-15                                | kiesett                                                                 | kiesett                                                     | kiesett                                                  | 5.       |
| Cson Dzsejon             | Női egyes    | Charmaine Reid (CAN) · 11-4, 11-5                                      | Cheng Shao-Chieh (TPE) · 11-3, 6-11, 4-11                           | kiesett                                                             | kiesett                                                                 | kiesett                                                     | kiesett                                                  | 9.       |
| Szo Junhi                | Női egyes    | Hongyan Pi (FRA) · 11-6, 6-11, 11-7                                    | Petya Nedelcseva (BUL) · 11-7, 5-11, 8-11                           | kiesett                                                             | kiesett                                                                 | kiesett                                                     | kiesett                                                  | 9.       |
| Im Bangon Kim Jonghjon   | Férfi páros  |                                                                        | Dánia (DEN) · Lars Paaske · Jonas Rasmussen · 7-15, 15-6, 15-12     | Indonézia (INA) · Hian Eng · Flandy Limpele · 1-15, 10-15           | kiesett                                                                 | kiesett                                                     | kiesett                                                  | 5.       |
| Ha Thekvon Kim Dongmun   | Férfi páros  |                                                                        | Lengyelország (POL) · Michał Łogosz · Robert Mateusiak · 15-9, 15-2 | Kína (CHN) · Cseng Po · Szang Jang · 15-7, 15-11                    | Indonézia (INA) · Hian Eng · Flandy Limpele · 15-8, 15-2                |                                                             | Dél-Korea (KOR) · I Dongszu · Ju Jongszong · 15-11, 15-4 |          |
| I Dongszu Ju Jongszong   | Férfi páros  | Spanyolország (ESP) · Sergio Llopis · José Antonio Crespo · 15-3, 15-9 | Indonézia (INA) · Luluk Hadiyanto · Alven Yulianto · 15-10, 15-11   | Malajzia (MAS) · Choong Tan Fook · Lee Wan Wah · 11-15, 15-11, 15-9 | Dánia (DEN) · Jens Eriksen · Martin Lundgaard Hansen · 9-15, 15-5, 15-3 |                                                             | Dél-Korea (KOR) · Ha Thekvon · Kim Dongmun · 11-15, 4-15 |          |
| I Hjodzsong Hvang Jumi   | Női páros    |                                                                        | Tajvan (TPE) · Cheng Wen-Hsing · Chien Yu-Chin · 15-13, 8-15, 15-5  | Kína (CHN) · Csao Ting-ting · Vej Ji-li · 15-8, 6-15, 13-15         | kiesett                                                                 | kiesett                                                     | kiesett                                                  | 5.       |
| Na Kjongmin I Kjongvon   | Női páros    |                                                                        | Dánia (DEN) · Pernille Harder · Mette Schjoldager · 15-8, 15-8      | Hollandia (NED) · Lotte Bruil · Mia Audina · 15-5, 15-2             | Kína (CHN) · Csang Csie-ven · Jang Vej · 6-15, 4-15                     | Kína (CHN) · Csao Ting-ting · Vej Ji-li · 10-15, 15-9, 15-7 |                                                          |          |
| Kim Jonghjon I Hjodzsong | Vegyes páros |                                                                        | Dánia (DEN) · Jens Eriksen · Mette Schjoldager · 15-6, 12-15, 13-15 | kiesett                                                             | kiesett                                                                 | kiesett                                                     | kiesett                                                  | 9.       |
| Kim Dongmun Na Kjongmin  | Vegyes páros |                                                                        | Hollandia (NED) · Chris Bruil · Lotte Bruil · 15-4, 15-6            | Dánia (DEN) · Jonas Rasmussen · Rikke Olsen · 14-17, 8-15           | kiesett                                                                 | kiesett                                                     | kiesett                                                  | 5.       |

## Torna
Férfi
| Versenyző                                                              | Versenyszám      | Selejtező | Selejtező | Döntő    | Döntő    |
| Versenyző                                                              | Versenyszám      | Pontszám  | Helyezés  | Pontszám | Helyezés |
| ---------------------------------------------------------------------- | ---------------- | --------- | --------- | -------- | -------- |
| Kim Deun                                                               | Talaj            | 9,437     | 39.       | kiesett  | kiesett  |
| Kim Deun                                                               | Ugrás            | 9,600     |           | kiesett  | kiesett  |
| Kim Deun                                                               | Korlát           | 9,075     | 61.       | kiesett  | kiesett  |
| Kim Deun                                                               | Nyújtó           | 9,462     | 44.       | kiesett  | kiesett  |
| Kim Deun                                                               | Gyűrű            | 9,700     | 14.       | kiesett  | kiesett  |
| Kim Deun                                                               | Lólengés         | 9,537     | 26.       | kiesett  | kiesett  |
| Kim Deun                                                               | Egyéni összetett | 56,811    | 11.       | 57,811   |          |
| Kim Donghva                                                            | Ugrás            | 9,325     |           | kiesett  | kiesett  |
| Kim Donghva                                                            | Nyújtó           | 9,525     | 39.       | kiesett  | kiesett  |
| Kim Donghva                                                            | Gyűrű            | 9,700     | 16.       | kiesett  | kiesett  |
| Kim Donghva                                                            | Lólengés         | 9,462     | 34.       | kiesett  | kiesett  |
| Kim Donghva                                                            | Egyéni összetett | 38,012    | 70.       | kiesett  | kiesett  |
| I Szonszong                                                            | Korlát           | 9,425     | 46.       | kiesett  | kiesett  |
| I Szonszong                                                            | Nyújtó           | 9,712     | 15.       | kiesett  | kiesett  |
| I Szonszong                                                            | Gyűrű            | 9,625     | 30.       | kiesett  | kiesett  |
| I Szonszong                                                            | Lólengés         | 9,137     | 55.       | kiesett  | kiesett  |
| I Szonszong                                                            | Egyéni összetett | 37,899    | 71.       | kiesett  | kiesett  |
| Cso Szongmin                                                           | Talaj            | 8,600     | 76.       | kiesett  | kiesett  |
| Cso Szongmin                                                           | Ugrás            | 9,306     | 15.       | kiesett  | kiesett  |
| Cso Szongmin                                                           | Korlát           | 9,650     | 21.       | kiesett  | kiesett  |
| Cso Szongmin                                                           | Gyűrű            | 9,612     | 33.       | kiesett  | kiesett  |
| Cso Szongmin                                                           | Egyéni összetett | 37,274    | 76.       | kiesett  | kiesett  |
| Kim Szungil                                                            | Talaj            | 8,775     | 73.       | kiesett  | kiesett  |
| Kim Szungil                                                            | Ugrás            | 9,437     |           | kiesett  | kiesett  |
| Kim Szungil                                                            | Korlát           | 9,612     | 26.       | kiesett  | kiesett  |
| Kim Szungil                                                            | Nyújtó           | 9,700     | 16.       | kiesett  | kiesett  |
| Kim Szungil                                                            | Lólengés         | 8,800     | 67.       | kiesett  | kiesett  |
| Kim Szungil                                                            | Egyéni összetett | 46,324    | 59.       | kiesett  | kiesett  |
| Jang Thejong                                                           | Talaj            | 9,700     | 12.       | kiesett  | kiesett  |
| Jang Thejong                                                           | Ugrás            | 9,650     |           | kiesett  | kiesett  |
| Jang Thejong                                                           | Korlát           | 9,587     | 30.       | kiesett  | kiesett  |
| Jang Thejong                                                           | Nyújtó           | 9,737     | 9.        | 8,675    | 10.      |
| Jang Thejong                                                           | Gyűrű            | 9,625     | 29.       | kiesett  | kiesett  |
| Jang Thejong                                                           | Lólengés         | 9,625     | 20.       | kiesett  | kiesett  |
| Jang Thejong                                                           | Egyéni összetett | 57,924    | 2.        | 57,774   |          |
| Kim Deun Kim Donghva I Szonszong Cso Szongmin Kim Szungil Jang Thejong | Csapat összetett | 227,970   | 7.        | 171,847  | 4.       |

Női
| Versenyző  | Versenyszám      | Selejtező | Selejtező | Döntő    | Döntő    |
| Versenyző  | Versenyszám      | Pontszám  | Helyezés  | Pontszám | Helyezés |
| ---------- | ---------------- | --------- | --------- | -------- | -------- |
| Pak Kjonga | Talaj            | 7,812     | 80.       | kiesett  | kiesett  |
| Pak Kjonga | Ugrás            | 8,512     |           | kiesett  | kiesett  |
| Pak Kjonga | Felemás korlát   | 7,937     | 82.       | kiesett  | kiesett  |
| Pak Kjonga | Gerenda          | 7,437     | 84.       | kiesett  | kiesett  |
| Pak Kjonga | Egyéni összetett | 31,698    | 62.       | kiesett  | kiesett  |

## Úszás
Férfi
| Versenyző    | Versenyszám    | Előfutam | Előfutam | Előfutam | Elődöntő | Elődöntő | Elődöntő | Döntő   | Döntő    |
| Versenyző    | Versenyszám    | Idő      | Hely.    | Össz.    | Idő      | Hely.    | Össz.    | Idő     | Helyezés |
| ------------ | -------------- | -------- | -------- | -------- | -------- | -------- | -------- | ------- | -------- |
| I Cshunghi   | 50 m gyors     | 23,20    | 4.       | 35.      | kiesett  | kiesett  | kiesett  | kiesett | kiesett  |
| I Cshunghi   | 100 m gyors    | 51,74    | 2.*      | 45.*     | kiesett  | kiesett  | kiesett  | kiesett | kiesett  |
| Han Gjucshol | 200 m gyors    | 1:52,28  | 8.       | 33.      | kiesett  | kiesett  | kiesett  | kiesett | kiesett  |
| Pak Thehvan  | 400 m gyors    | kizárták | kizárták | kizárták | kiesett  | kiesett  | kiesett  | kiesett | kiesett  |
| Cso Szongmo  | 1500 m gyors   | 15:43,43 | 8.       | 25.      |          |          |          | kiesett | kiesett  |
| Szong Min    | 100 m hát      | 56,78    | 3.       | 30.      | kiesett  | kiesett  | kiesett  | kiesett | kiesett  |
| Szong Min    | 200 m hát      | 2:04,86  | 8.       | 32.      | kiesett  | kiesett  | kiesett  | kiesett | kiesett  |
| Ju Szunghjon | 100 m mell     | 1:03,56  | 1.       | 31.      | kiesett  | kiesett  | kiesett  | kiesett | kiesett  |
| Csong Duhi   | 100 m pillangó | 54,76    | 1.       | 38.      | kiesett  | kiesett  | kiesett  | kiesett | kiesett  |
| Csong Duhi   | 200 m pillangó | 2:00,96  | 2.       | 24.      | kiesett  | kiesett  | kiesett  | kiesett | kiesett  |
| Kim Banghjon | 200 m vegyes   | 2:05,06  | 2.       | 32.      | kiesett  | kiesett  | kiesett  | kiesett | kiesett  |
| Kim Banghjon | 400 m vegyes   | 4:23,05  | 2.       | 20.      |          |          |          | kiesett | kiesett  |

Női
| Versenyző                                        | Versenyszám          | Előfutam | Előfutam | Előfutam | Elődöntő | Elődöntő | Elődöntő | Döntő   | Döntő    |
| Versenyző                                        | Versenyszám          | Idő      | Hely.    | Össz.    | Idő      | Hely.    | Össz.    | Idő     | Helyezés |
| ------------------------------------------------ | -------------------- | -------- | -------- | -------- | -------- | -------- | -------- | ------- | -------- |
| Lju Jundzsi                                      | 50 m gyors           | 26,26    | 5.       | 28.*     | kiesett  | kiesett  | kiesett  | kiesett | kiesett  |
| Lju Jundzsi                                      | 100 m gyors          | 56,02    | 6.       | 17.      | 55,85    | 8.       | 15.      | kiesett | kiesett  |
| Kim Hjondzsu                                     | 200 m gyors          | 2:03,33  | 8.       | 26.      | kiesett  | kiesett  | kiesett  | kiesett | kiesett  |
| Ha Undzsu                                        | 400 m gyors          | 4:21,65  | 7.       | 32.      |          |          |          | kiesett | kiesett  |
| Kvon Juri                                        | 800 m gyors          | 9:01,42  | 2.       | 22.      |          |          |          | kiesett | kiesett  |
| Kvon Juri                                        | 200 m pillangó       | 2:14,30  | 8.       | 24.      | kiesett  | kiesett  | kiesett  | kiesett | kiesett  |
| Pak Kjonghva                                     | 100 m pillangó       | 1:02,52  | 8.       | 33.      | kiesett  | kiesett  | kiesett  | kiesett | kiesett  |
| Szim Mindzsi                                     | 100 m hát            | 1:03,14  | 8.       | 24.      | kiesett  | kiesett  | kiesett  | kiesett | kiesett  |
| I Dahje                                          | 200 m hát            | 2:17,73  | 5.       | 25.      | kiesett  | kiesett  | kiesett  | kiesett | kiesett  |
| I Dzsijong                                       | 100 m mell           | 1:12,93  | 7.       | 34.      | kiesett  | kiesett  | kiesett  | kiesett | kiesett  |
| I Dzsijong                                       | 200 m mell           | 2:34,55  | 7.       | 24.      | kiesett  | kiesett  | kiesett  | kiesett | kiesett  |
| Pak Nari                                         | 200 m vegyes         | 2:21,48  | 3.       | 26.      | kiesett  | kiesett  | kiesett  | kiesett | kiesett  |
| Nam Juszon                                       | 400 m vegyes         | 4:45,16  | 3.       | 8.       |          |          |          | 4:50,35 | 7.       |
| Kim Hjondzsu Lju Jundzsi Szim Mindzsi Szon Szoun | 4 × 100 m gyorsváltó | 3:44,84  | 5.       | 9.       |          |          |          | kiesett | kiesett  |

* - egy másik versenyzővel azonos időt ért el

## Vitorlázás
Férfi
| Versenyző                | Versenyszám     | Futam | Futam | Futam | Futam | Futam | Futam | Futam | Futam | Futam | Futam | Futam | Pontszám | Helyezés |
| Versenyző                | Versenyszám     | 1     | 2     | 3     | 4     | 5     | 6     | 7     | 8     | 9     | 10    | 11    | Pontszám | Helyezés |
| ------------------------ | --------------- | ----- | ----- | ----- | ----- | ----- | ----- | ----- | ----- | ----- | ----- | ----- | -------- | -------- |
| Ok Tokphil               | Szörfvitorlázás | 31    | 24    | 28    | 28    | 27    |       | 16    | 22    | 23    | 22    | 15    | 236      | 27.      |
| Kim Dejong Csong Szongan | 470-es osztály  | 6     | 19    | 24    | 25    | 26    | 27    | 24    | 2     | 28    | 2     | 16    | 171      | 23.      |

Nyílt
| Versenyző | Versenyszám | Futam | Futam | Futam | Futam | Futam | Futam | Futam | Futam | Futam | Futam | Futam | Pontszám | Helyezés |
| Versenyző | Versenyszám | 1     | 2     | 3     | 4     | 5     | 6     | 7     | 8     | 9     | 10    | 11    | Pontszám | Helyezés |
| --------- | ----------- | ----- | ----- | ----- | ----- | ----- | ----- | ----- | ----- | ----- | ----- | ----- | -------- | -------- |
| Kim Hogon | Laser       | 17    | 34    | 14    | 35    | 30    | 24    | 11    | 30    | 37    | 37    | 23    | 255      | 32.      |

## Vívás
Férfi
| Versenyző                                            | Versenyszám       | Selejtező         | 32-es főtábla                    | Nyolcaddöntő                 | Negyeddöntő                                                        | Elődöntő                                                                               | Bronz- mérkőzés                                                                                | Döntő             | Helyezés |
| Versenyző                                            | Versenyszám       | Ellenfél Eredmény | Ellenfél Eredmény                | Ellenfél Eredmény            | Ellenfél Eredmény                                                  | Ellenfél Eredmény                                                                      | Ellenfél Eredmény                                                                              | Ellenfél Eredmény | Helyezés |
| ---------------------------------------------------- | ----------------- | ----------------- | -------------------------------- | ---------------------------- | ------------------------------------------------------------------ | -------------------------------------------------------------------------------------- | ---------------------------------------------------------------------------------------------- | ----------------- | -------- |
| Cshö Bjongcshol                                      | Tőr, egyéni       |                   | Ruszlan Naszibulin (RUS) · 15-12 | Peter Joppich (GER) · 10-15  | kiesett                                                            | kiesett                                                                                | kiesett                                                                                        | kiesett           | 14.      |
| Ha Cshangdok                                         | Tőr, egyéni       |                   | Jurij Molcsan (RUS) · 15-13      | Salvatore Sanzo (ITA) · 6-15 | kiesett                                                            | kiesett                                                                                | kiesett                                                                                        | kiesett           | 10.      |
| Pak Higjong                                          | Tőr, egyéni       |                   | André Weßels (GER) · 15-13       | Andrea Cassarà (ITA) · 13-15 | kiesett                                                            | kiesett                                                                                | kiesett                                                                                        | kiesett           | 11.      |
| I Szangjop                                           | Párbajtőr, egyéni |                   | Makszim Hvoroszt (UKR) · 15-11   | Fabrice Jeannet (FRA) · 5-15 | kiesett                                                            | kiesett                                                                                | kiesett                                                                                        | kiesett           | 12.      |
| O Unszok                                             | Kard, egyéni      |                   | Julien Pillet (FRA) · 13-15      | kiesett                      | kiesett                                                            | kiesett                                                                                | kiesett                                                                                        | kiesett           | 23.      |
| Cshö Bjongcshol Ha Cshangdok Pak Hikjong Kim Unszong | Tőr, csapat       |                   |                                  |                              | Kína (CHN) · Tung Csao-cse · Vang Haj-pin · Vu Han-hsziung · 36-45 | 5–8. helyért · Németország (GER) · Ralf Bißdorf · Peter Joppich · André Weßels · 40-45 | 7. helyért · Egyiptom (EGY) · Mosztafa Nagáti · Tamer Mohamed Tahoun · Ali Tarek Madgy · 45-35 |                   | 7.       |

Női
| Versenyző                                       | Versenyszám       | Selejtező         | 32-es főtábla                 | Nyolcaddöntő                | Negyeddöntő                                                                       | Elődöntő                                                                                         | Bronz- mérkőzés                                                                                     | Döntő             | Helyezés |
| Versenyző                                       | Versenyszám       | Ellenfél Eredmény | Ellenfél Eredmény             | Ellenfél Eredmény           | Ellenfél Eredmény                                                                 | Ellenfél Eredmény                                                                                | Ellenfél Eredmény                                                                                   | Ellenfél Eredmény | Helyezés |
| ----------------------------------------------- | ----------------- | ----------------- | ----------------------------- | --------------------------- | --------------------------------------------------------------------------------- | ------------------------------------------------------------------------------------------------ | --------------------------------------------------------------------------------------------------- | ----------------- | -------- |
| Nam Hjonhi                                      | Tőr, egyéni       |                   | Maria Herklotz (BRA) · 15-6   | Roxana Scarlat (ROU) · 15-7 | Mohamed Aida (HUN) · 5-15                                                         | kiesett                                                                                          | kiesett                                                                                             | kiesett           | 8.       |
| I Gumnam                                        | Párbajtőr, egyéni |                   | Evelyn Halls (AUS) · 14-15    | kiesett                     | kiesett                                                                           | kiesett                                                                                          | kiesett                                                                                             | kiesett           | 21.      |
| Kim Hidzsong                                    | Párbajtőr, egyéni |                   | Okszana Jermakova (RUS) · 9-7 | Li Na (CHN) · 14-9          | Mincza-Nébald Ildikó (HUN) · 9-15                                                 | kiesett                                                                                          | kiesett                                                                                             | kiesett           | 7.       |
| Kim Midzsong                                    | Párbajtőr, egyéni |                   | Imke Duplitzer (GER) · 9-15   | kiesett                     | kiesett                                                                           | kiesett                                                                                          | kiesett                                                                                             | kiesett           | 26.      |
| I Sinmi                                         | Kard, egyéni      |                   | Ana Faez (CUB) · 13-15        | kiesett                     | kiesett                                                                           | kiesett                                                                                          | kiesett                                                                                             | kiesett           | 19.      |
| I Gumnam Kim Hidzsong Ko Dzsongnam Kim Midzsong | Párbajtőr, csapat |                   |                               |                             | Oroszország (RUS) · Tatyjana Logunova · Anna Szivkova · Okszana Jermakova · 31-37 | 5–8. helyért · Magyarország (HUN) · Hormay Adrien · Mincza-Nébald Ildikó · Tóth Hajnalka · 33-40 | 7. helyért · Görögország (GRE) · Joána Hrísztu · Dímitra Manganudáki · Katerína Szidiropúlu · 44-30 |                   | 7.       |